# 10区 (パリ)

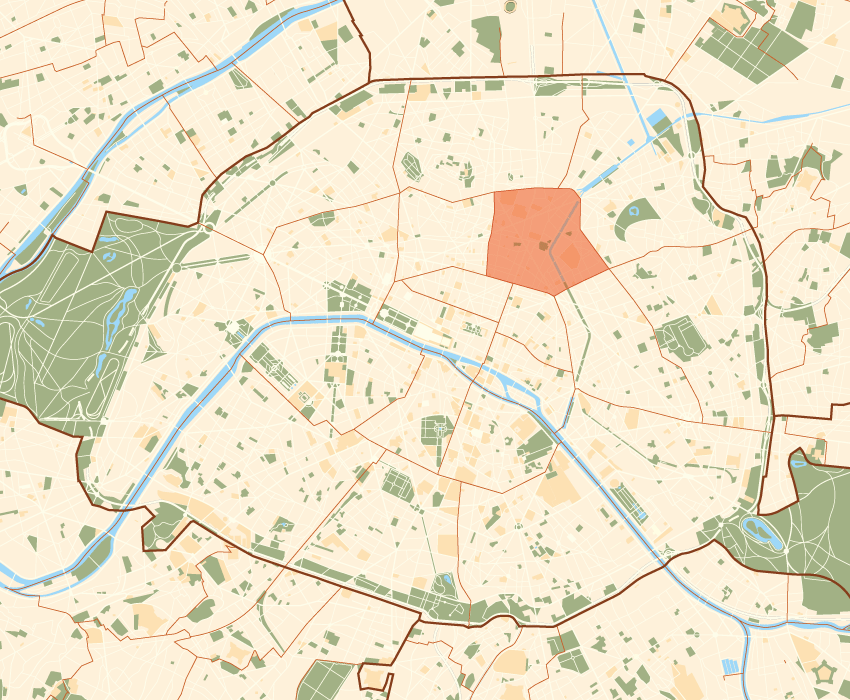
パリ・10区の位置

パリの10区  (10く、仏: 10e arrondissement de Paris) は、フランスの首都・パリ市を構成する20の行政区のひとつである 。第10区、パリ10区ともいう。市中央部の北東に位置している。

## 概要
パリの10区は、市中央部の北東にある行政区。「アントルポ区 (Arrondissement de l'Entrepôt)」と呼ばれることもある 。区域は五角形に近い形をしており、東部をサン・マルタン運河が縦断している。人口は、89,612人 (1999年。人口の推移等詳細については後述）。
区の名称は、市の中央部から時計回りに螺旋を描くようにして各区に付けられた番号を基にしており、当区はその10番目にあたることから、「10区」と名づけられた。パリの主要なターミナル駅であるパリ北駅 (ガール・デュ・ノール) とパリ東駅 (ガール・ド・レスト) がある。

## 地理

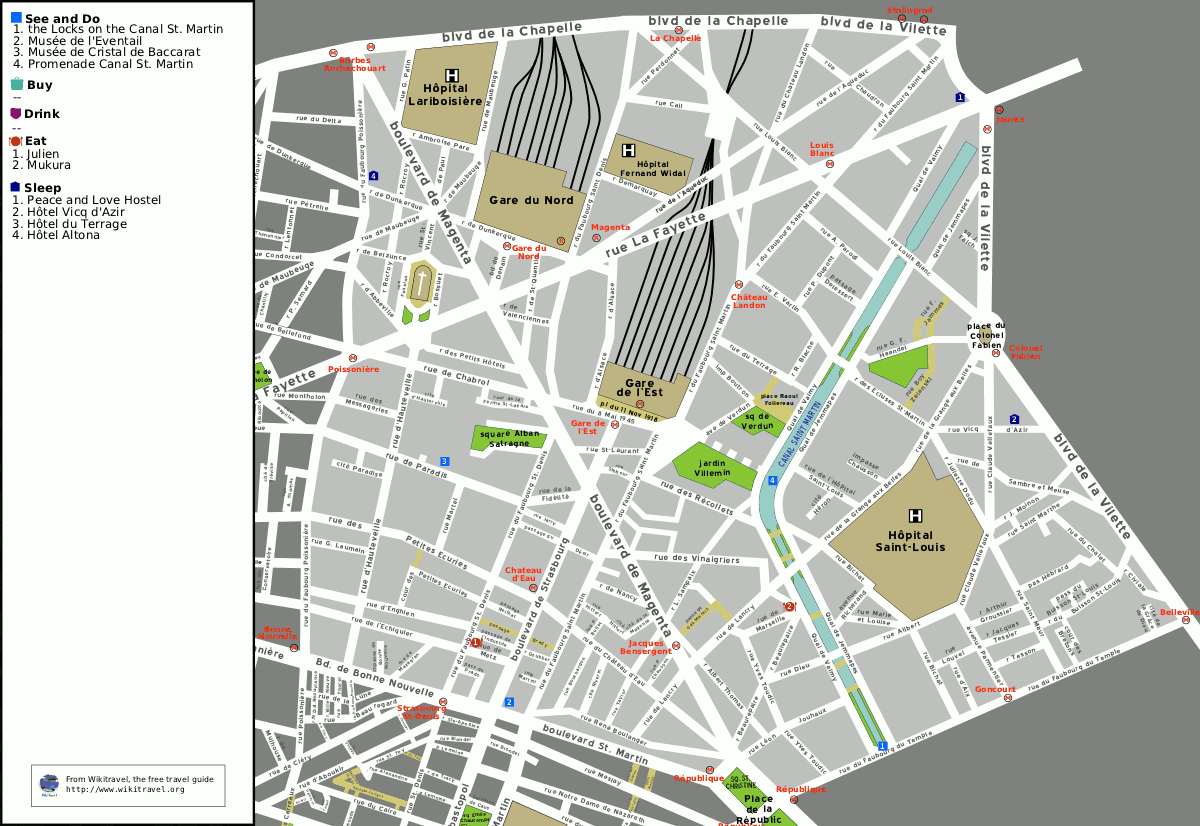
パリ・10区の詳細地図

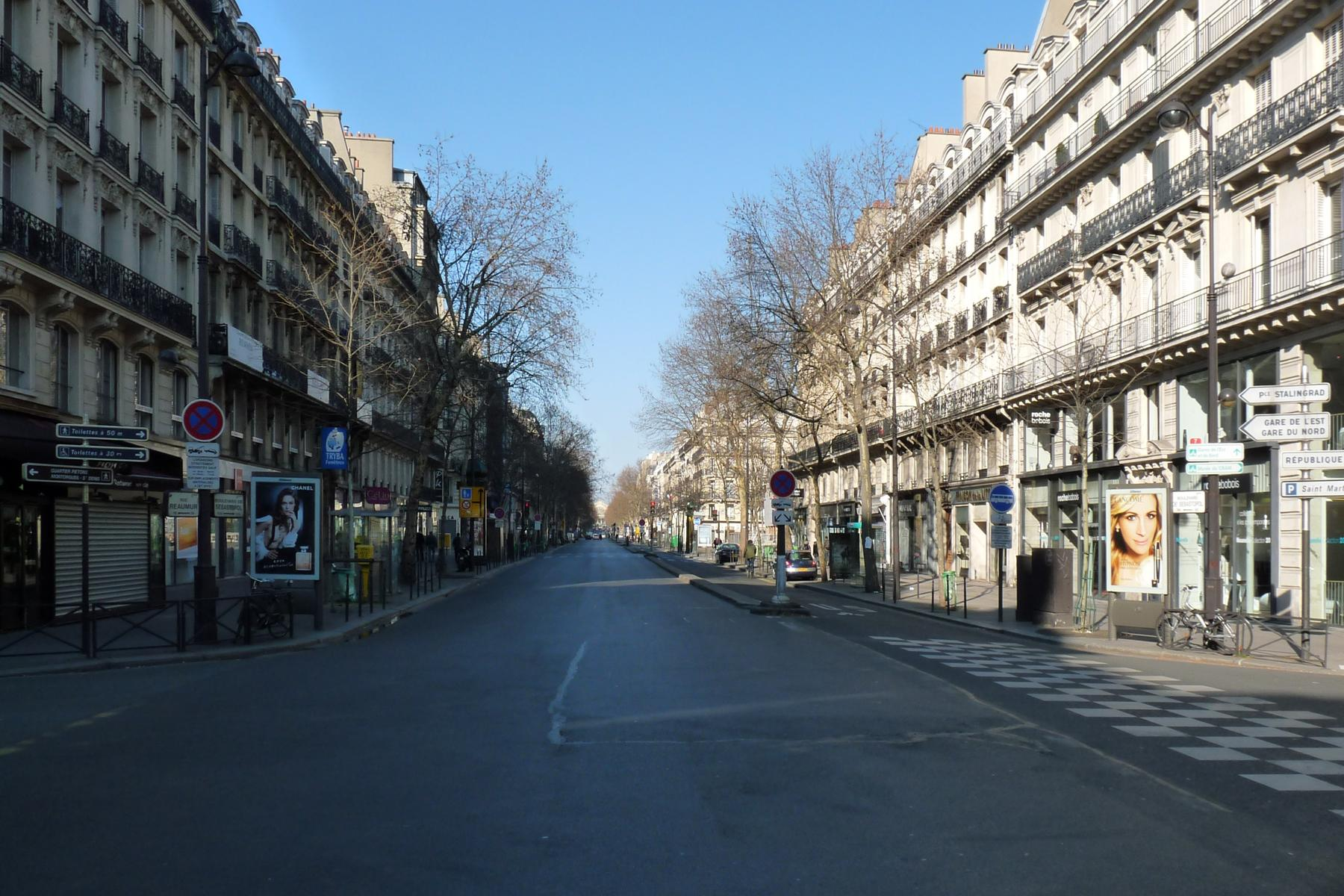
Boulevard de Strasbourg, vue vers le nord, prise du carrefour avec la rue Réaumur (3区レオミュール通りとの交差点からセバストポル大通りの北方、ストラスブール大通り方向を見る).

10区は、パリ中央部の北東に位置している。セーヌ川の北の地域であり、モンマルトルの丘の南東に位置する。区の東部は、サン・マルタン運河により南北に分断されている。面積は、2.89 平方キロメートル。
北は、同じパリの行政区である18区に接し、北東の一部から東にかけては19区に接している。南は、セバストポル大通り以西は2区に、同大通り以東からレピュブリック広場までは3区に、レピュブリック広場以東は11区に接している。西は9区に接している。

### 地形
- 河川・水路
  - サン・マルタン運河（Canal Saint-Martin）

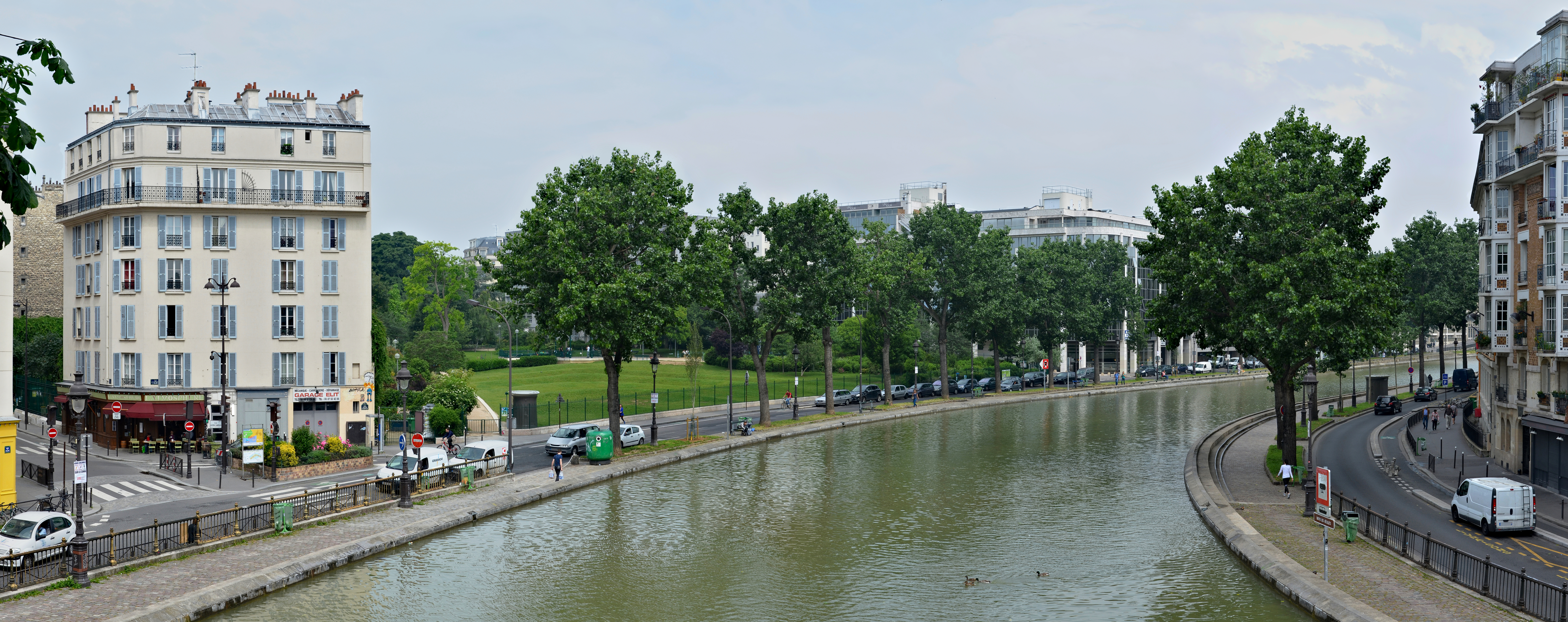
レコル貯水池 (サン・マルタン運河)

### 隣接する自治体（行政区）
- パリの行政区のうち、以下の区。
  - 2区、3区、9区、11区、18区、19区。

### 地区（カルチェ）

パリ・10区, カルティエ区分図

パリの行政区は、それぞれ4つの地区（カルチェ）に区分されている。10区を構成する4地区のコードと名称は、次のとおりである。
- 37 - サン＝ヴァンサン＝ド＝ポール地区 (Quartier Saint-Vincent-de-Paul)
- 38 - ポルト＝サン＝ドニ地区 (Quartier de la Porte-Saint-Denis)
- 39 - ポルト＝サン＝マルタン地区 (Quartier de la Porte-Saint-Martin)
- 40 - オピタル＝サン＝ルイ地区 (Quartier de l'Hôpital-Saint-Louis)

## 住民

### 人口
10区の人口は、1881年に159,809人となり、ピークに達した。しかし、その後は減少を続け、1999年には6割弱の89,612人となった。2005年の推計では88,800人と見積もられており、人口の更なる減少が見込まれている。
また、人口の減少とともに人口密度も減り続けており、1999年の人口密度は、ピーク時の6割弱の30,986人となっている。20区のうちでは11区に次いで2番目に人口密度が高く、パリの平均人口密度の1.3倍である。人口の推移の詳細は、次のとおりである。
| 年     | 区人口  | 市人口    | 区人口／市人口 | 区人口密度 | 市人口密度 | 備考                   |
| ------ | ------- | --------- | -------------- | ---------- | ---------- | ---------------------- |
| 1872年 | 135,392 | 1,851,792 | 7.31%          | 46,816     | 21,303     |                        |
| 1881年 | 159,809 | 2,269,023 | 7.04%          | 55,259     | 26,103     | 人口がピークに達する。 |
| 1954年 | 129,179 | 2,850,189 | 4.53%          | 44,668     | 32,788     |                        |
| 1962年 | 124,497 | 2,790,091 | 4.46%          | 43,049     | 32,097     |                        |
| 1968年 | 113,372 | 2,590,771 | 4.38%          | 39,202     | 29,804     |                        |
| 1975年 | 94,046  | 2,299,830 | 4.09%          | 32,519     | 26,457     |                        |
| 1982年 | 86,970  | 2,176,243 | 4.00%          | 30,073     | 25,035     |                        |
| 1990年 | 90,083  | 2,152,423 | 4.19%          | 31,149     | 24,761     |                        |
| 1999年 | 89,612  | 2,125,246 | 4.22%          | 30,986     | 24,449     |                        |
| 2005年 | 88,800  | 2,166,200 | 4.10%          | 30,705     | 24,920     | 人口は推計。           |

- 注意
  - 人口密度は、1平方キロメートルあたりの人口。区人口密度は、10区の面積を2.892平方キロメートルとして算出した。また、市人口密度は、森林部（ヴァンセンヌの森、ブローニュの森）を除くパリ市全体の面積（86.927平方キロメートル）をもとに算出した。
  - 1962年から1999年までの区人口及び市人口は、フランス国立統計経済研究所のデータ （Île-de-France ）を参考とした。

## 歴史
2015年11月13日パリ同時多発テロ事件が10区の飲食店で発生し発砲による死者が出た。

## 政治・行政・司法

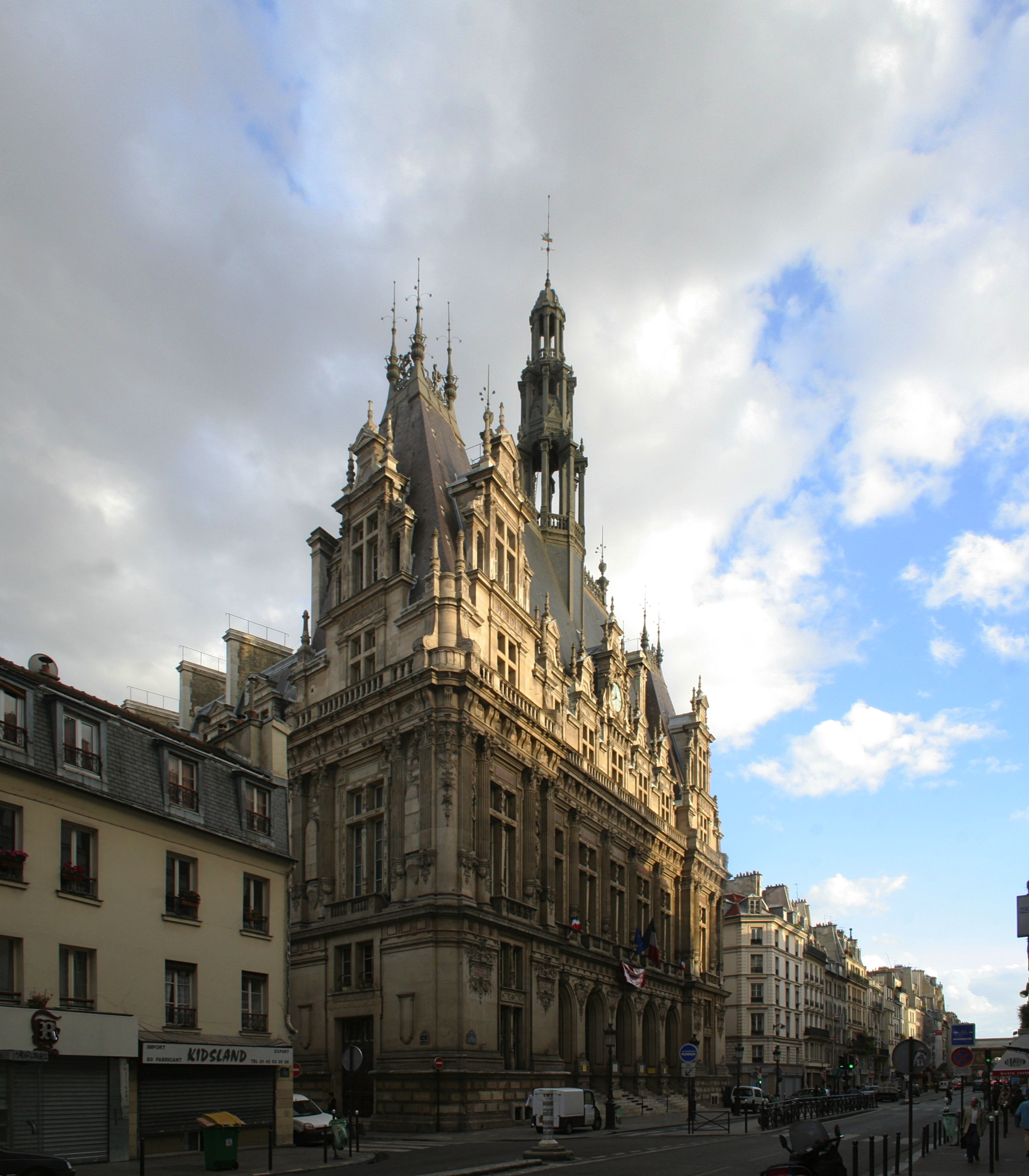
第10区役所

### 主な官公庁・公共機関
- 第10区役所 （Mairie du 10e arrondissement） - パリ東駅の南側の地区にある。

## 経済

### 主な店舗・商業施設
- サン＝カンタン市場（Marché Saint-Quentin）

### 主な商店街
- パサージュ・デュ・プラド（Passage du Prado）
- パサージュ・ブラディ（Passage Brady）
  - 10区の南西部、パリ東駅から南に伸びるストラスブール大通りを東西に横切るパッサージュ。インドやパキスタン系の店舗で占められている[4]。

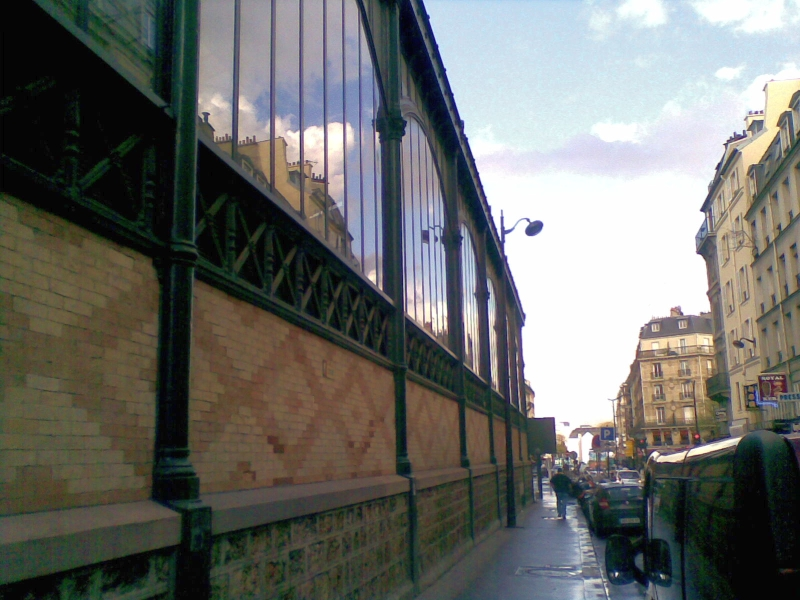
サン＝カンタン市場
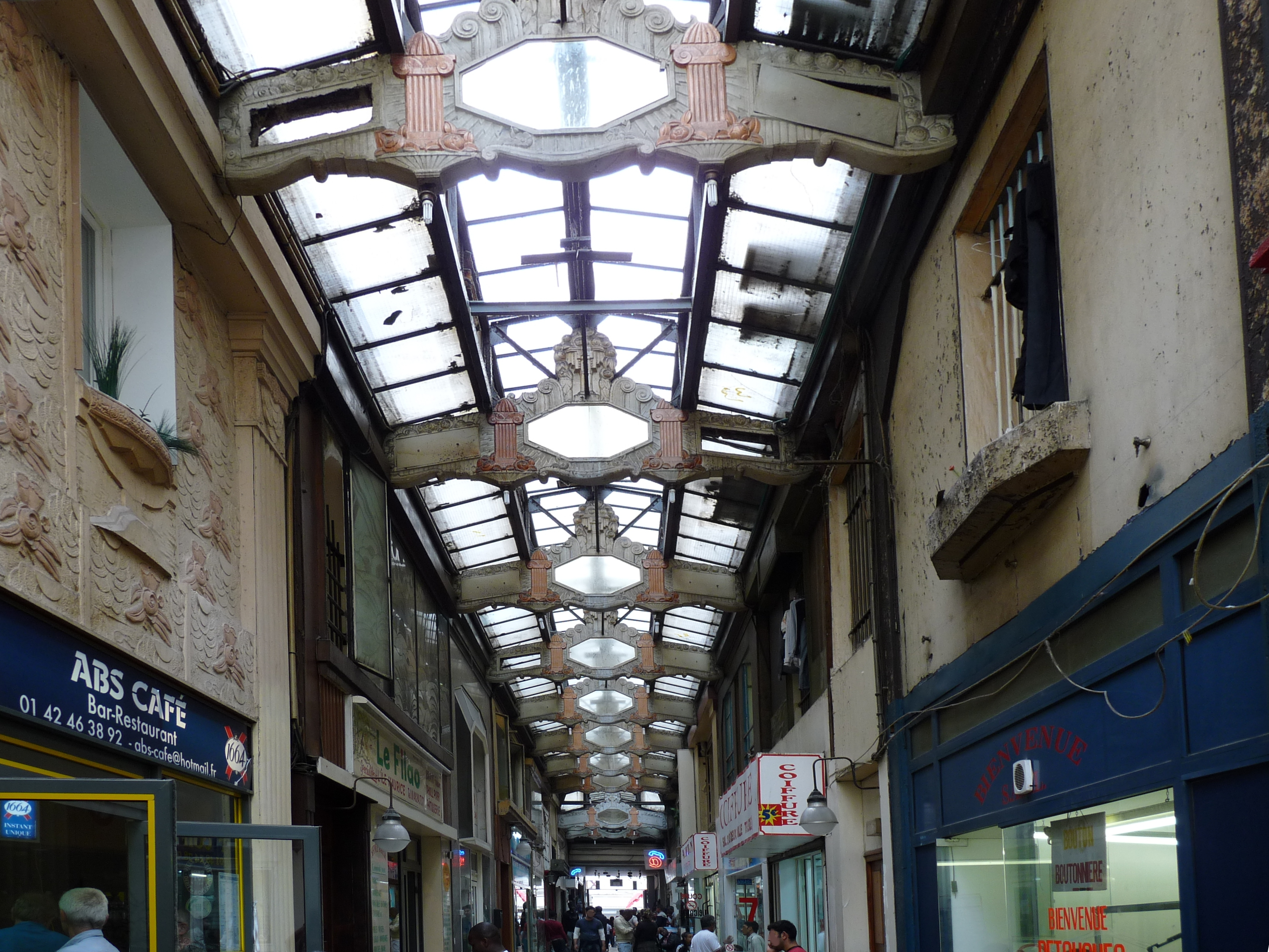
パッサージュ・デュ・プラド
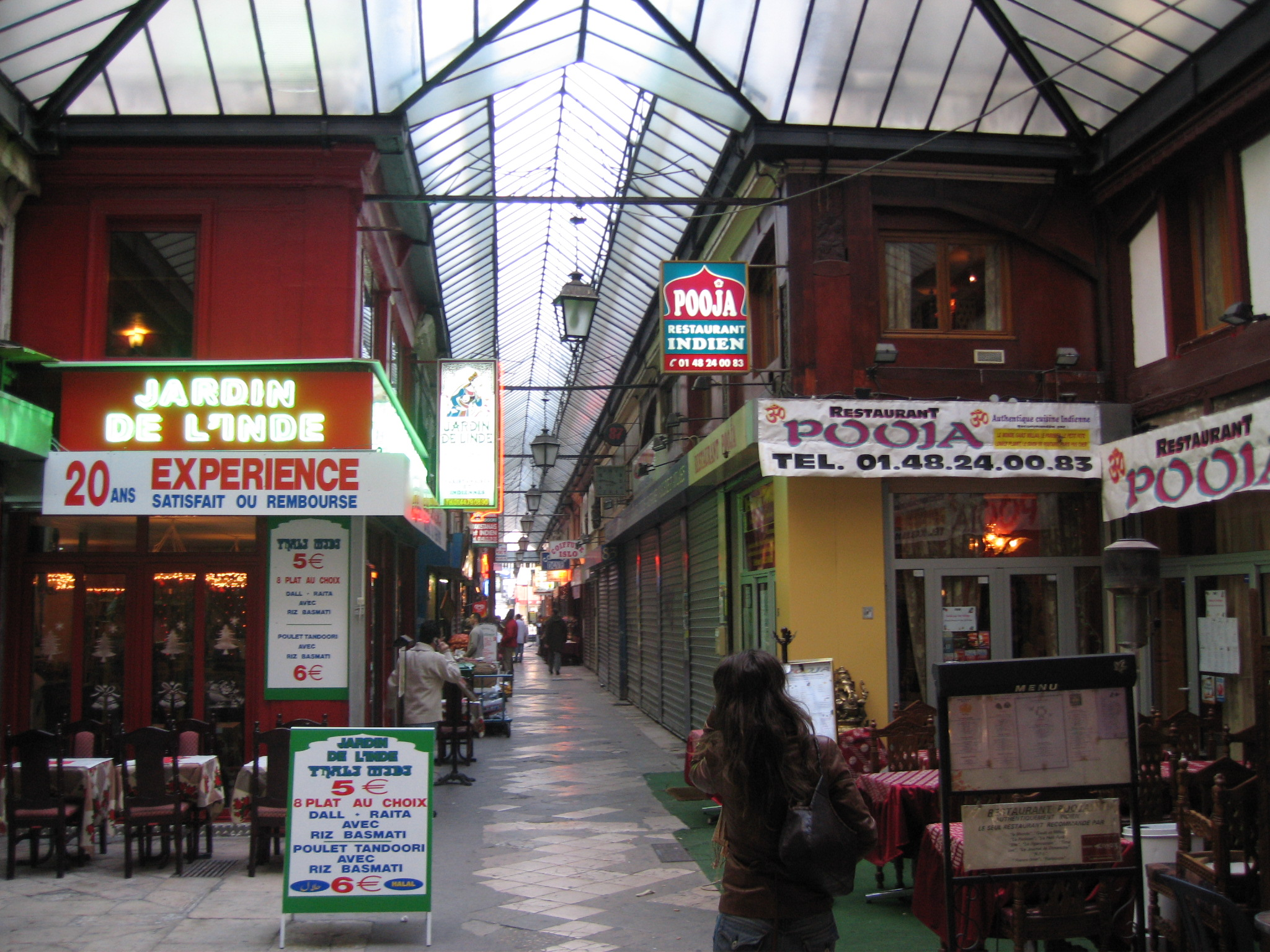
パサージュ・ブラディ

## 健康・福祉

### 保健・医療
- 旧サン＝ラザール病院（Hôpital Saint-Lazare）
  - 19区の歴史も参照。
- サン＝ルイ病院（Hôpital Saint-Louis）
- ラリボワジエール病院（Hôpital Lariboisière）

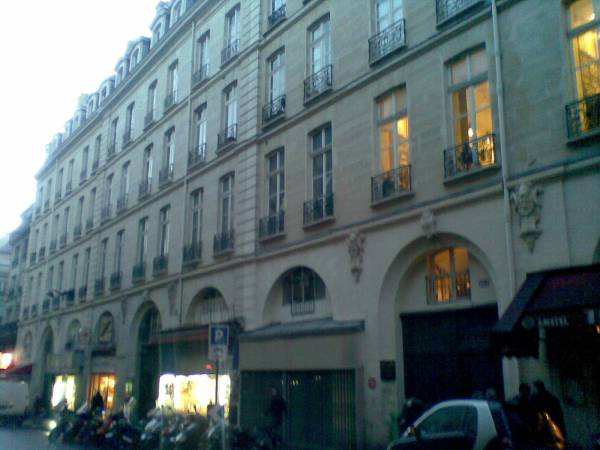
18世紀初頭に建てられたメゾン・サン＝ラザール (Maison Saint-Lazare)。サン＝ラザールの囲い地 (Enclos Saint-Lazare) の一棟。この"囲い地"一帯は、修道院や病院施設、フランス革命期には監獄とその形状が変遷してきた。フォーブール＝サン＝ドニ通り (Rue faubourg Saint-Denis) 沿いにある。
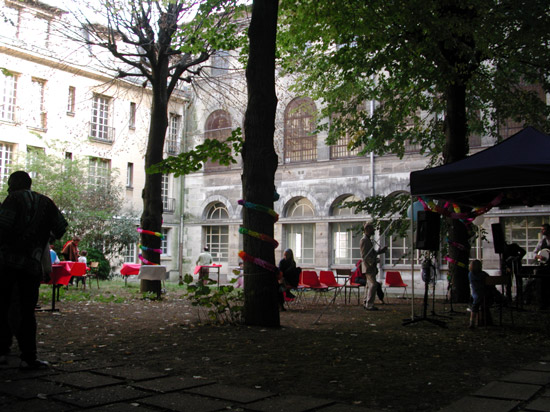
かつて監獄だった場所にあるサン＝ラザール病院は1998年に閉鎖され、2005年に歴史的記念物に指定された。
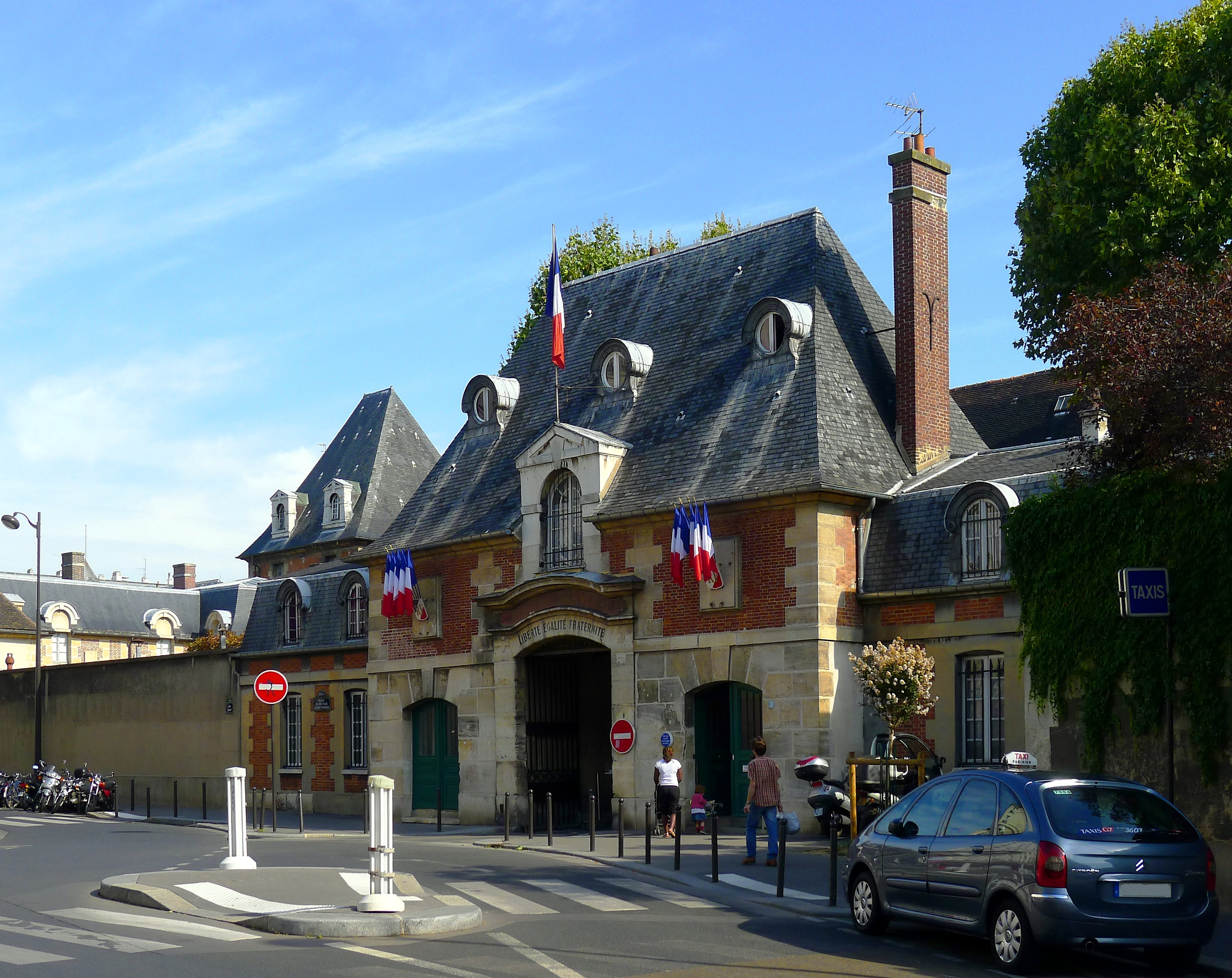
サン＝ルイ病院, メトロコロネール・ファビアン駅が最寄駅
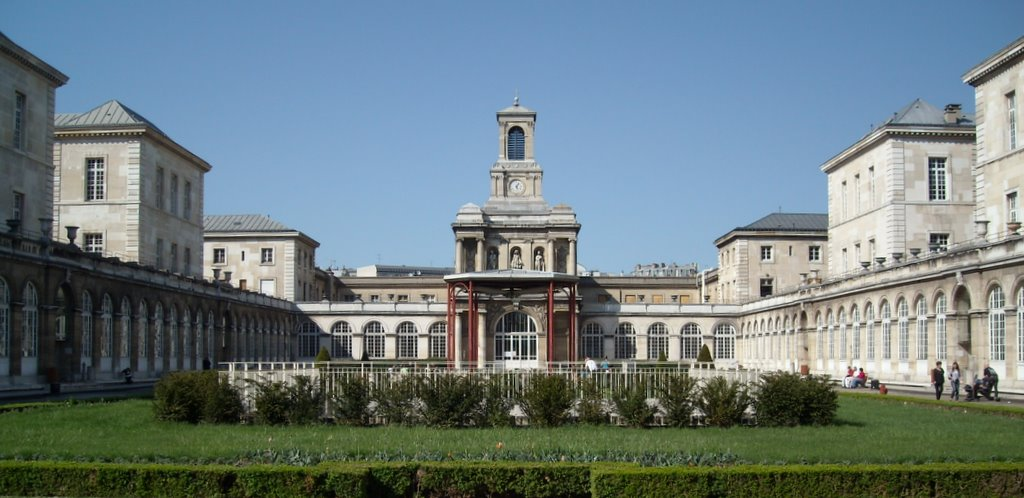
ラリボワジエール病院

## 文化施設

### 美術館・博物館
- 扇子美術館 （Musée de l'Eventail）

### 映画館・劇場
- アントワーヌ劇場（Théâtre Antoine）
- ブッフ・デュ・ノール劇場（Théâtre des Bouffes du Nord）
- ポルト・サン＝マルタン劇場（Théâtre de la Porte Saint-Martin）
  - レピュブリック広場の西側、同広場から3区との境界線を東西に走るサン＝マルタン大通り (boulevard Saint-Martin) の10区側の同大通り16-18番地に、名称の由来となったサン＝マルタン門至近にある劇場。元々は、王立音楽アカデミーが置かれていたサル・デュ・パレ・ロワイヤルが火事で焼かれてしまった為に、新たに1781年10月27日、この地で同アカデミーを迎えて開館した。1871年にも火事に遭い元の豪華なファサード部分は見られなくなった。開館閉館の紆余曲折があったが、当初から舞台劇(コメディー)やバレエが行われ、フレデリック・ルメートルやサラ・ベルナールらが舞台に立ち、また、ジョルジュ・サンドやヴィクトル・ユーゴー等の作品の他、1897年、エドモン・ロスタンの『シラノ・ド・ベルジュラック』の初演が行なわれたのも、この劇場であった[5]。
- ルネサンス劇場（Théâtre de la Renaissance）

### その他
- ニュー・モーニング（New Morning） - ジャズやロックで有名なライブハウス。パリ東駅の南側、フォブール＝サン＝ドニ通り (Rue du Faubourg-Saint-Denis) 周辺界隈にある[6]。また、近隣クール・デ・プティト＝エキュリ (fr) 7番地には、1886年創業の老舗ブラッスリーで、1988年東京表参道店(現在は閉店)を手始めに日本でも展開しているブラッスリー・フロ (Brasserie Flo) がある[7][8]。

## 宗教施設

### 教会・寺院
- サン＝ヴァンサン＝ド＝ポール教会（Église Saint-Vincent-de-Paul）
  - 教会堂がある"フォーブール＝ポワソニエール"一帯、かつての"サン＝ラザールの囲い地"にゆかりあるヴァンサン・ド・ポールが名称の由来。
- サン＝マルタン＝デ＝シャン教会（Église Saint-Martin-des-Champs）
- サン＝ローラン教会（Église Saint-Laurent）

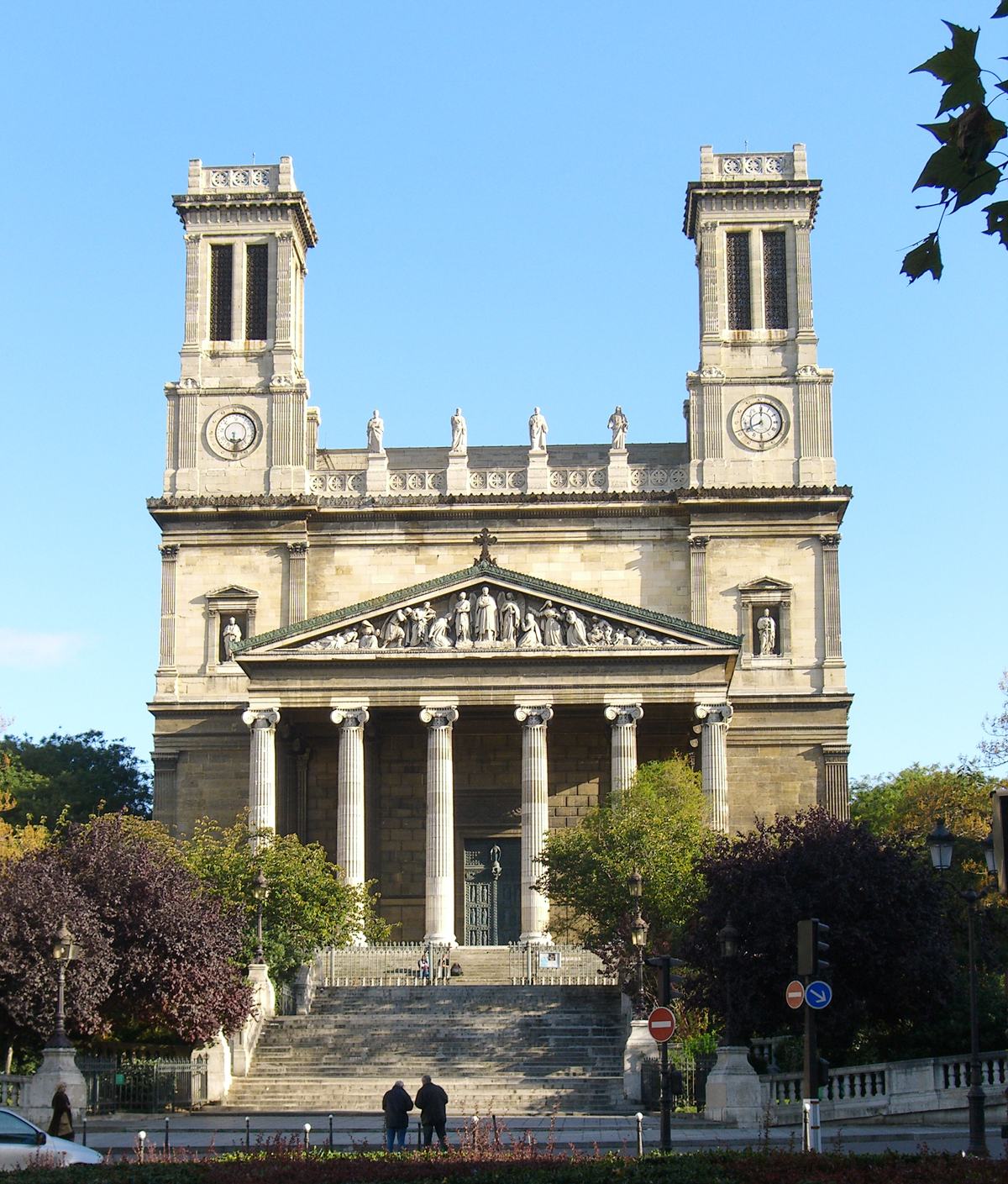
サン＝ヴァンサン＝ド＝ポール教会
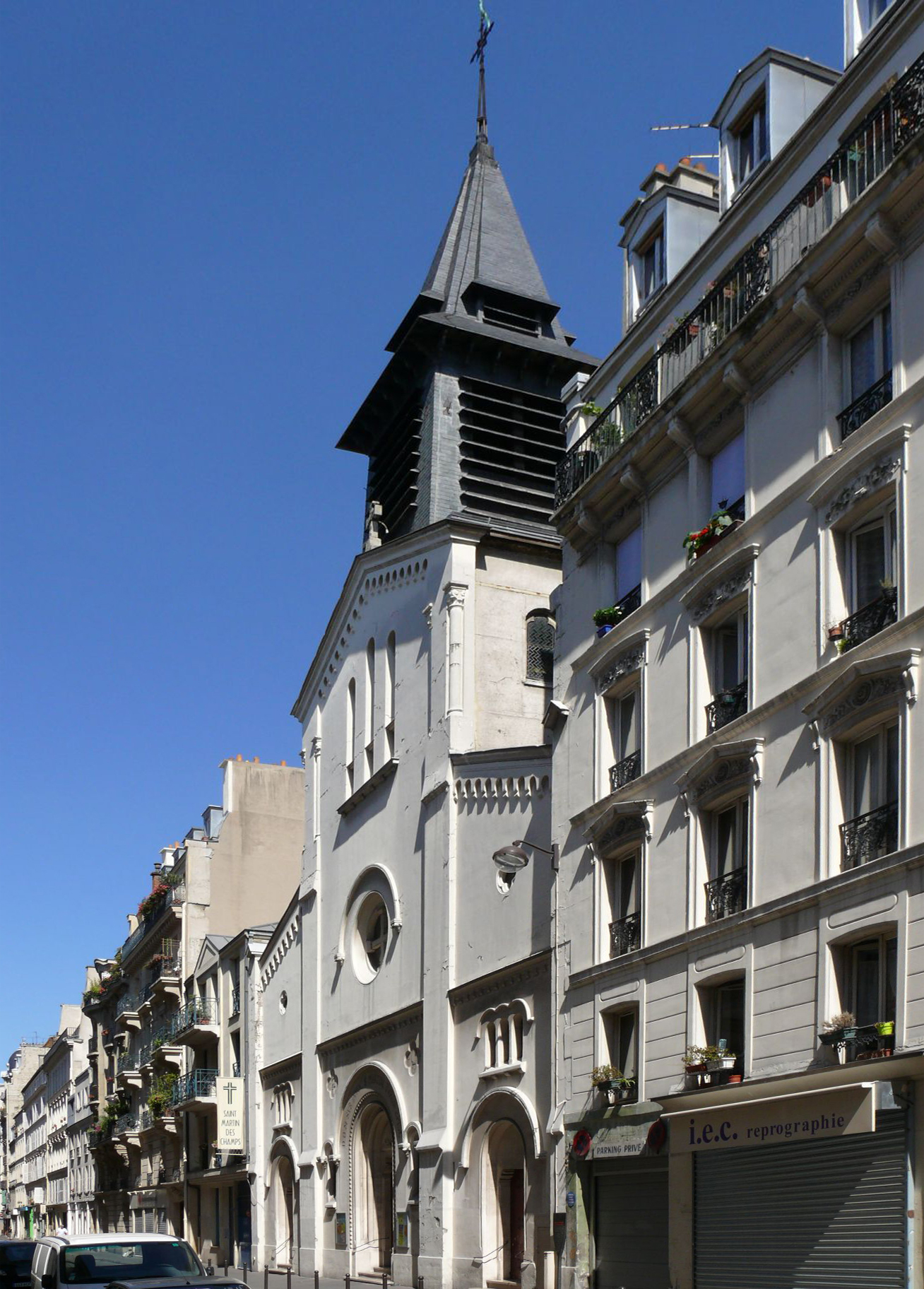
サン＝マルタン＝デ＝シャン教会
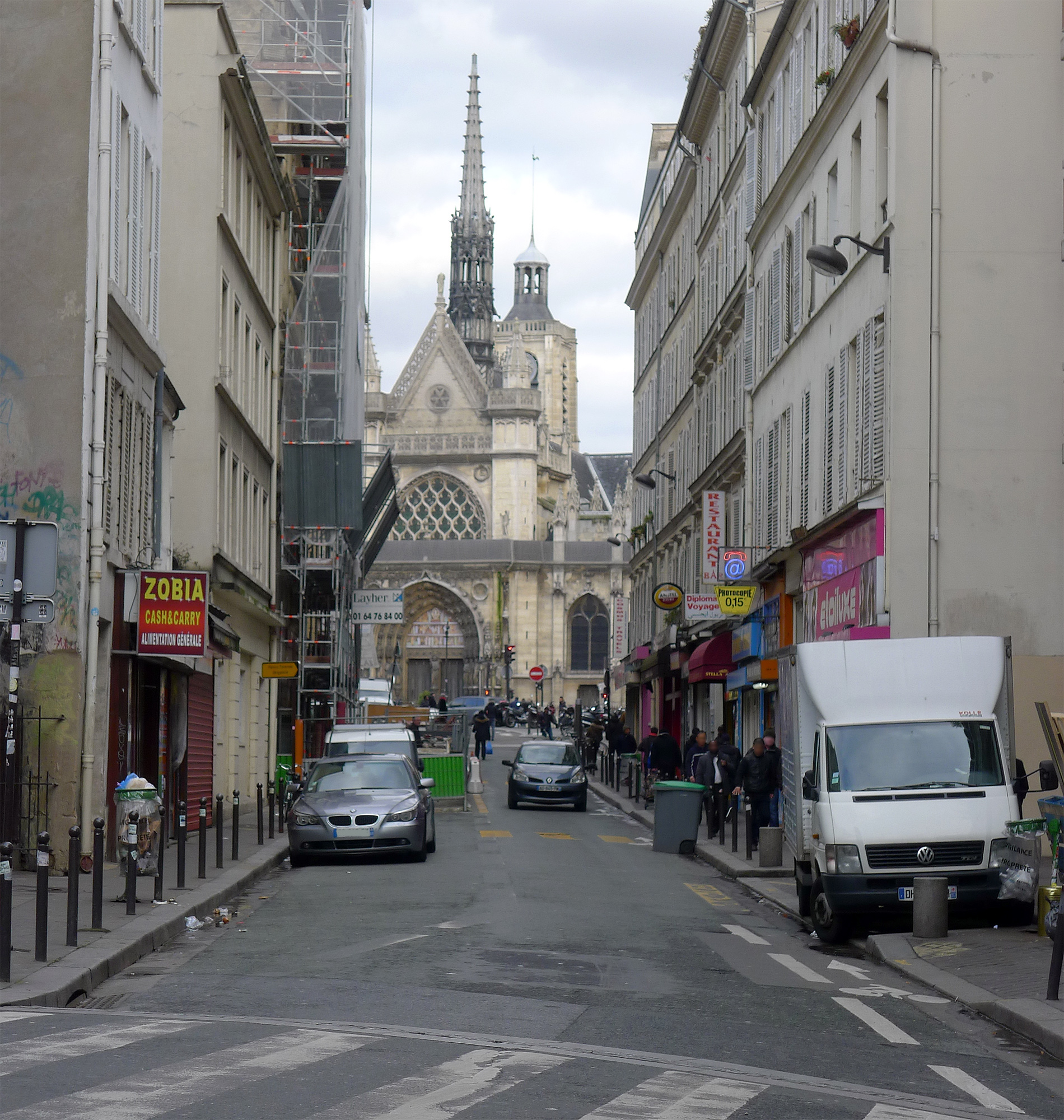
サン＝ローラン教会

## 観光・憩い

### 建築
- 北ホテル（オテル・デュ・ノール, Hôtel du Nord）
  - 映画『北ホテル』の舞台。サン・マルタン運河沿いにある。
- サン＝ドニ門（Porte Saint-Denis）
  - あるいはサン＝ドニ凱旋門。ルイ14世が建造したパリ市内最古の凱旋門。2区と10区との境界線を東西に走るサン＝ドニ大通り界隈にある。
- サン＝マルタン門（Porte Saint-Martin）
  - 上記サン＝ドニ門の東側至近にある凱旋門。3区と10区との境界線を東西に走るサン＝マルタン大通り界隈にある。なお、サン＝マルタン大通りとサン＝ドニ大通りとは名を変えた、ひと続きの同じ通り。

### 公園・緑地等
- アルバン＝サトラーニュ小公園（Square Alban-Satragne）
- ヴィルマン庭園（Jardin Villemin）

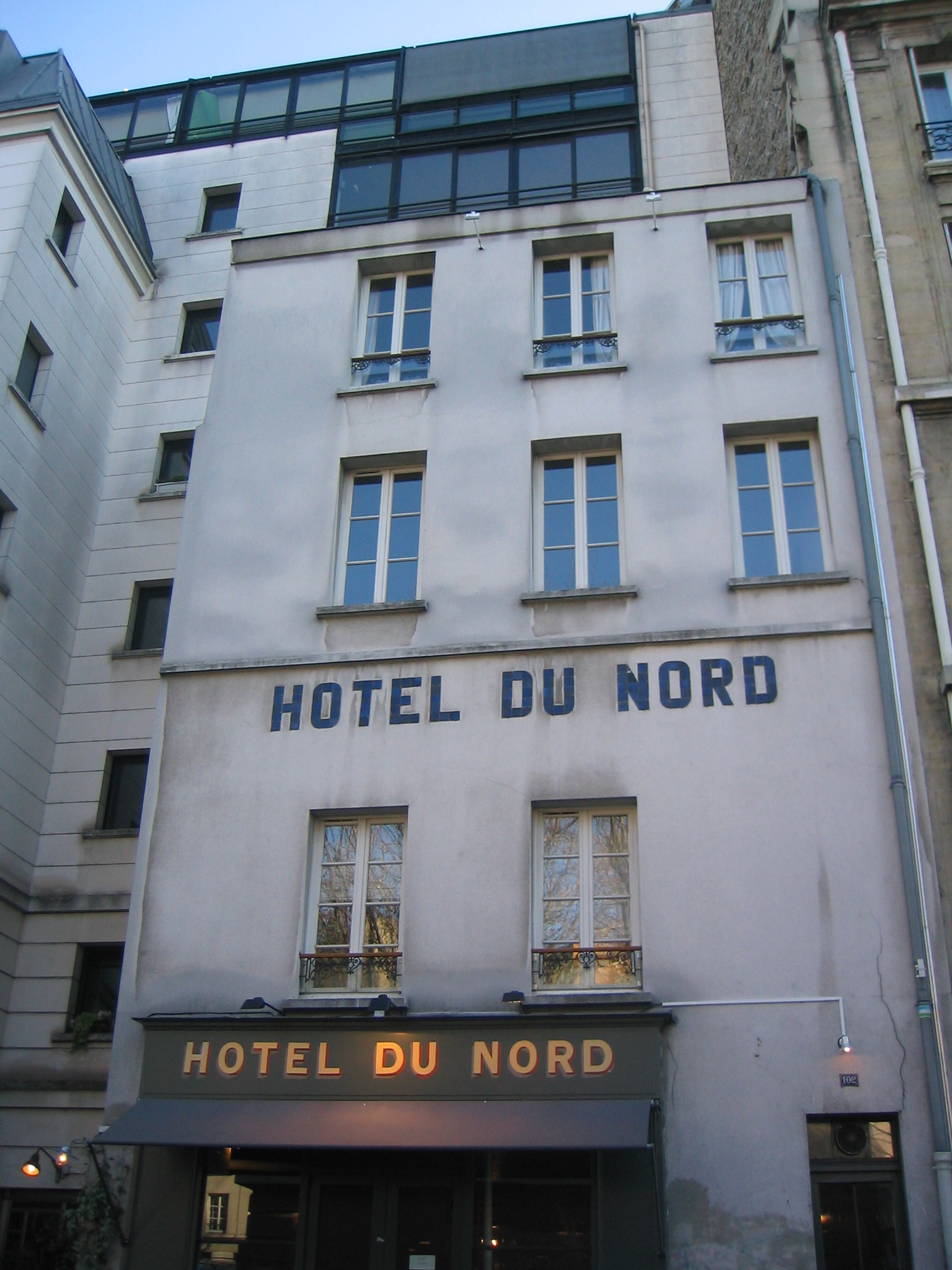
現在の北ホテル。レストランになっている。
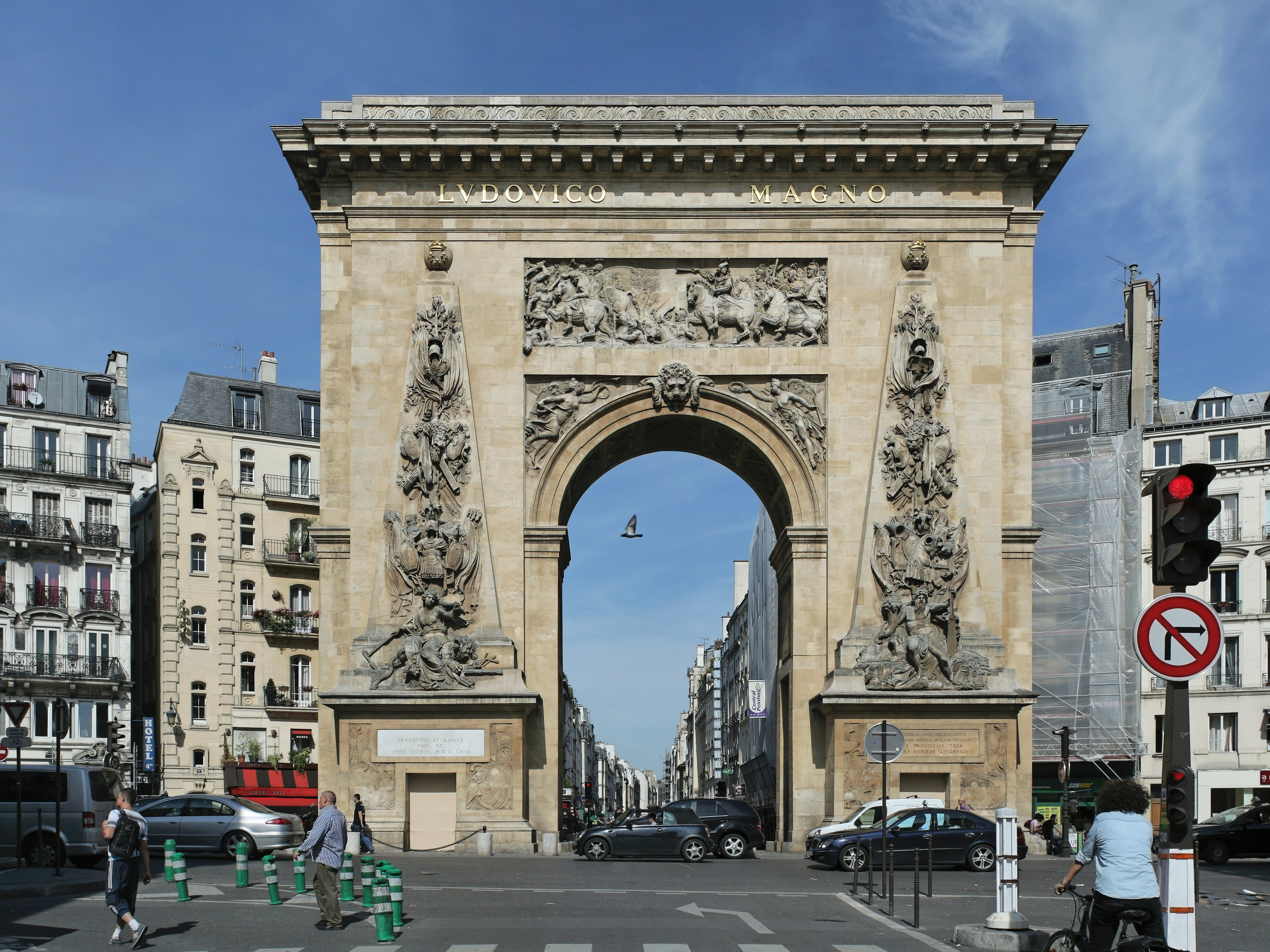
南側からのサン＝ドニ門
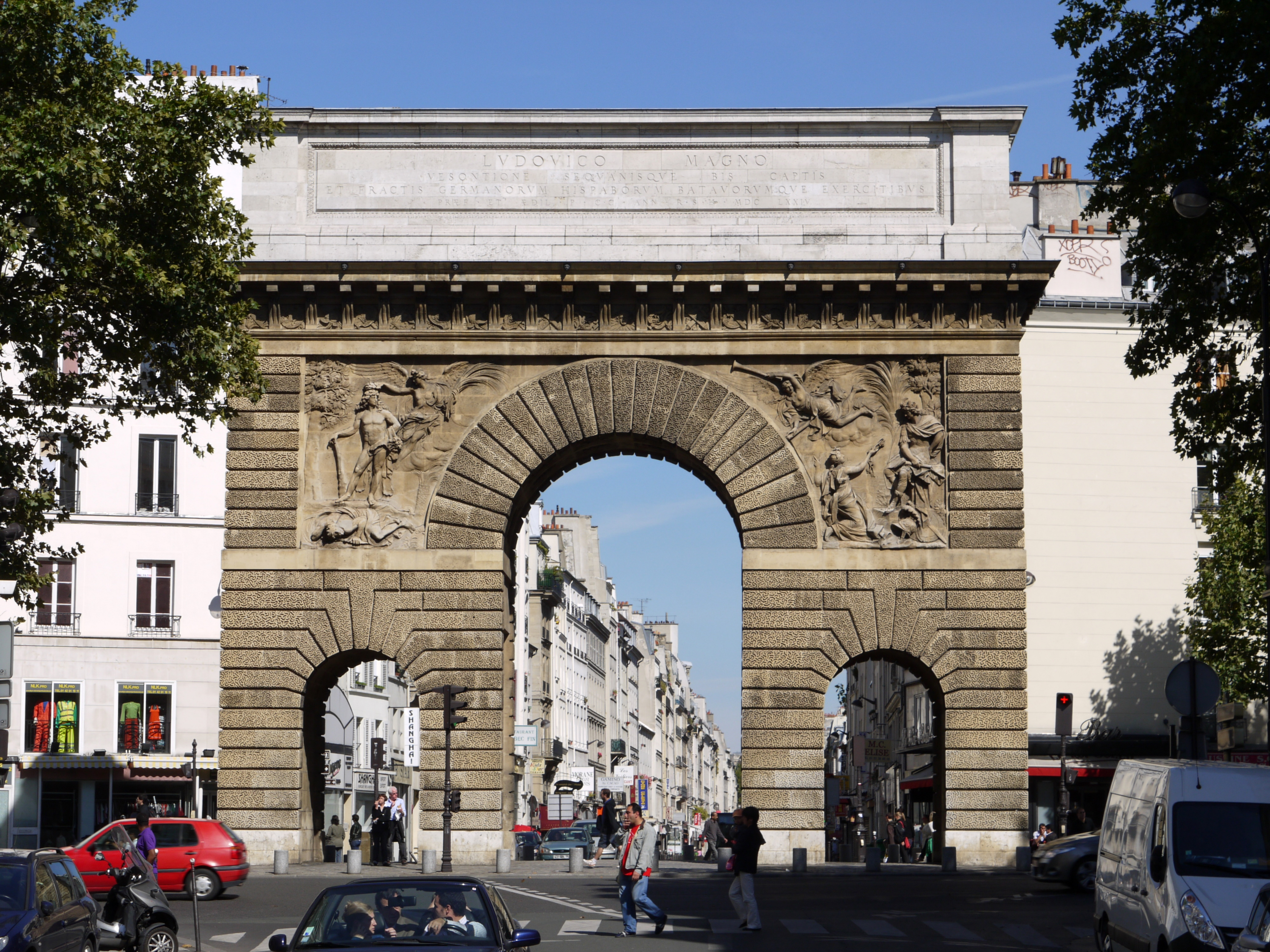
南側からのサン＝マルタン門
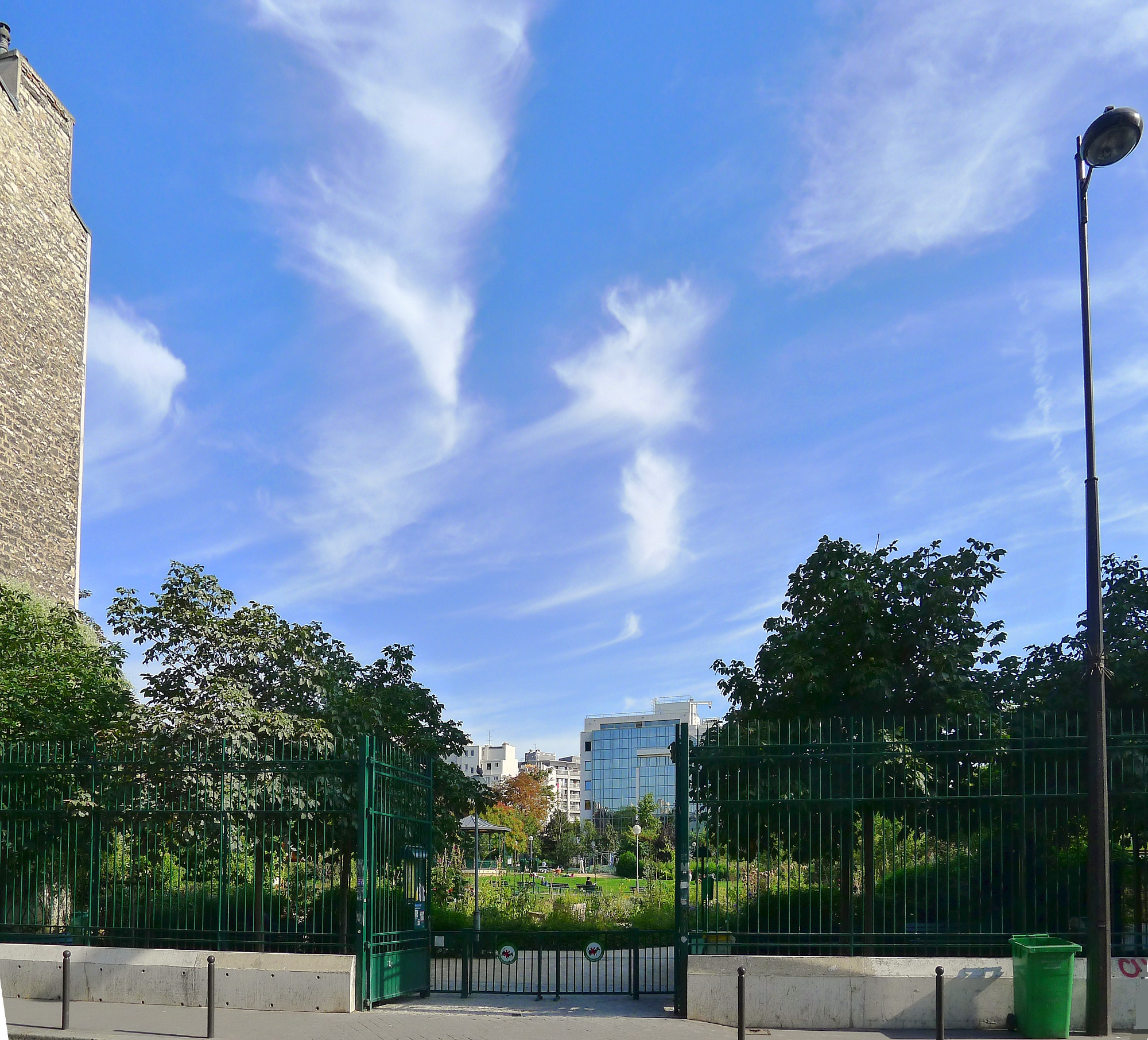
ヴィルマン庭園

## 交通

### 鉄道
| 左:パリ北駅に停車中のタリス;右:ロンドンに向かうユーロスターも発着するパリ北駅はヨーロッパでも屈指の繁忙駅である。 |  | 左:パリ北駅に停車中のタリス;右:ロンドンに向かうユーロスターも発着するパリ北駅はヨーロッパでも屈指の繁忙駅である。 |
| 左:パリ北駅に停車中のタリス;右:ロンドンに向かうユーロスターも発着するパリ北駅はヨーロッパでも屈指の繁忙駅である。 |  | |

| 左:パリ東駅に停車中のTGVとICE;右: パリ東駅駅舎 |  | 左:パリ東駅に停車中のTGVとICE;右: パリ東駅駅舎 |
| 左:パリ東駅に停車中のTGVとICE;右: パリ東駅駅舎 |  |                                                |

- フランス国鉄
  - パリ北駅
    - リールなど北部方面のほか、ロンドン、ベルリンなどに向かう国際列車も発着するターミナル駅。

  - パリ東駅
    - 東部方面のほか、ドイツ、ルクセンブルク方面に向かう国際列車も発着するターミナル駅。ちなみにパリ東駅やパリ北駅がある地域一帯は、"フォーブール＝ポワソニエール"と呼ばれ、下記のようにかつて中世の時代からハンセン病療養所だった"サン＝ラザールの囲い地 (Enclos Saint-Lazare)"になる。

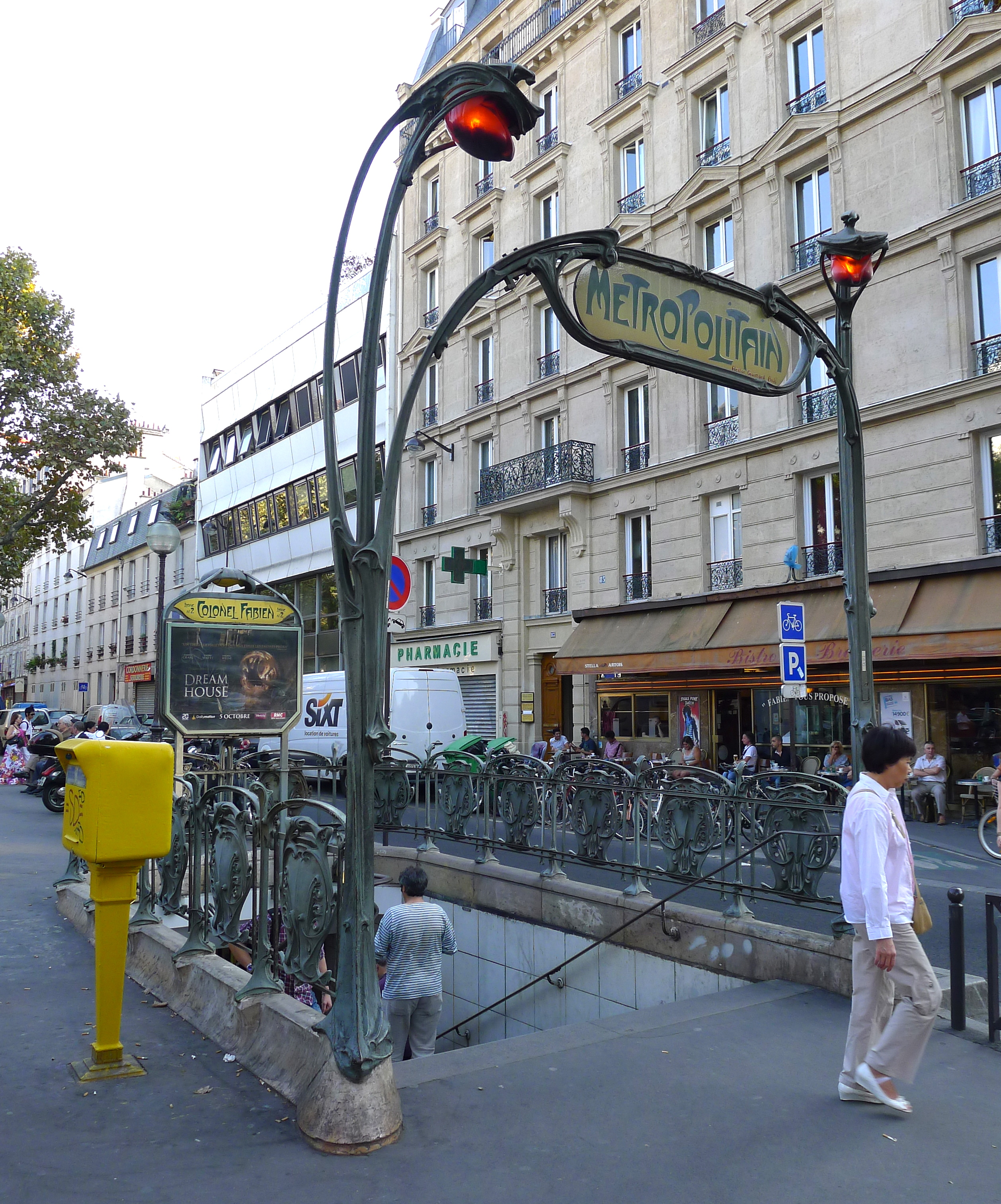
メトロ コロネル・ファビアン駅 (fr) のギマール作出入り口

- 地下鉄・メトロ （パリ交通公団（RATP）） （Métro）
  - 2号線
    - バルベス＝ロシュシュアール駅 – ラ・シャペル駅 – スターリングラード駅 – ジョレス駅 – コロネル・ファビアン駅 – ベルヴィル駅

  - 3号線
    - レピュブリック駅のみ。

  - 4号線
    - バルベス＝ロシュシュアール駅 – パリ北駅 (ガール・デュ・ノール) – パリ東駅 (ガール・ド・レスト) – シャトー・ド駅 – ストラスブール＝サン＝ドニ駅

  - 5号線
    - ジョレス駅 – スターリングラード駅 – パリ北駅 (ガール・デュ・ノール) - パリ東駅 (ガール・ド・レスト) – ジャック・ボンセルジャン駅 – レピュブリック駅

  - 7号線
    - スターリングラード駅 – ルイ・ブラン駅 – シャトー＝ランドン駅 –パリ東駅 (ガール・ド・レスト) – ポワソニエール駅

  - 7bis線
    - ルイ・ブラン駅 – ジョレス駅

  - 8号線
    - ボンヌ・ヌーヴェル駅 – ストラスブール＝サン＝ドニ駅 – レピュブリック駅

  - 9号線
    - ボンヌ・ヌーヴェル駅 – ストラスブール＝サン＝ドニ駅 – レピュブリック駅

  - 11号線
    - レピュブリック駅 – ゴンクール駅 – ベルヴィル駅

- RER （フランス国鉄 (SNCF)／パリ交通公団（RATP）） （Réseau Express Régional d'Île-de-France）
  - B線
    - パリ北駅 (ガール・デュ・ノール)のみ。

  - D線
    - パリ北駅 (ガール・デュ・ノール)のみ。

  - E線
    - マジャンタ駅のみ。

### 道路

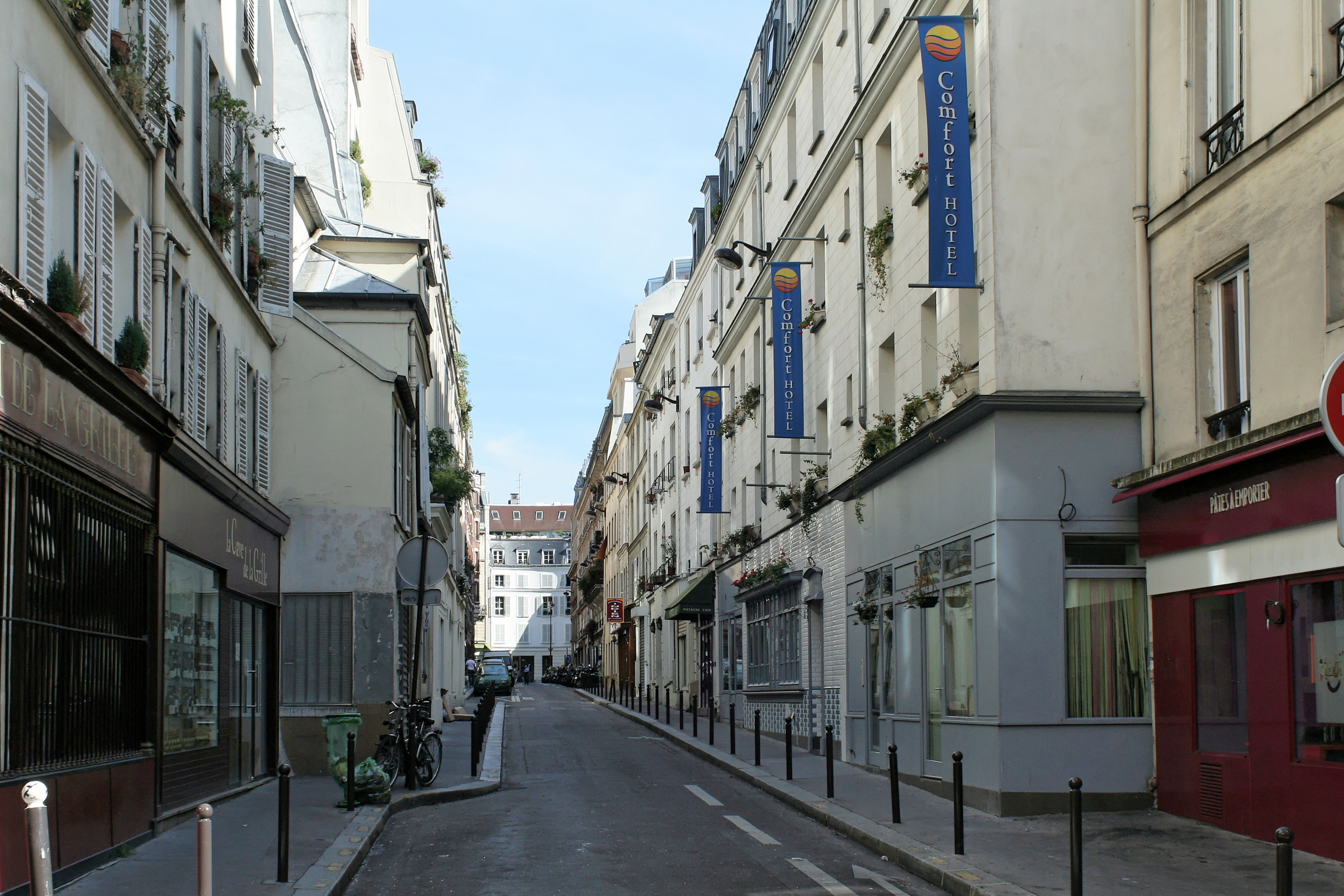
La rue des Messageries, vue depuis la rue du Faubourg-Poissonnière.
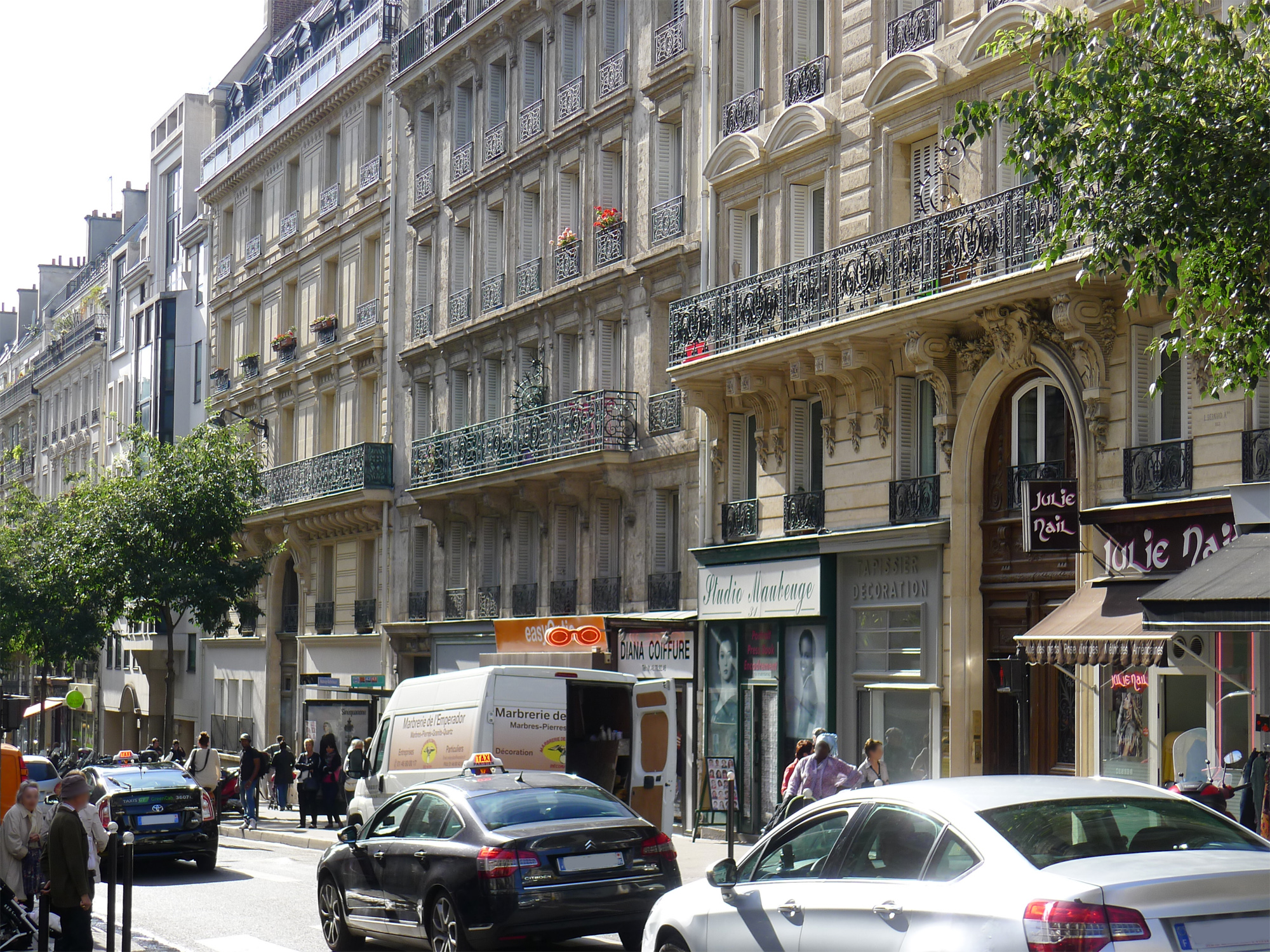
Rue de Maubeuge au niveau de la rue de Rochechouart.
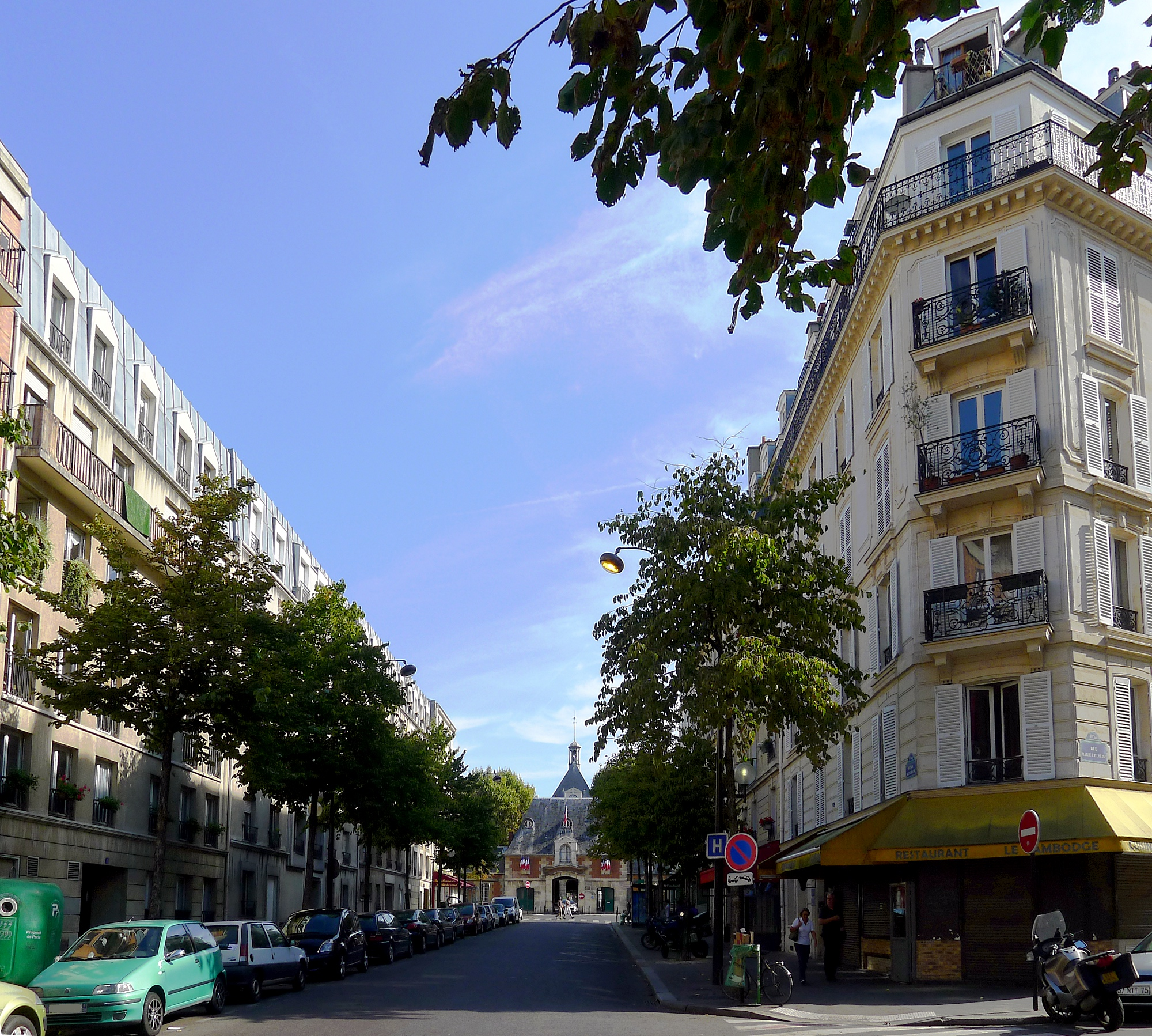
レピュブリック広場北東近くサン＝マルタン運河のジュマップ河岸通りから見るリシュラン大通り (Avenue Richerand vue du quai de Jemmapes.)
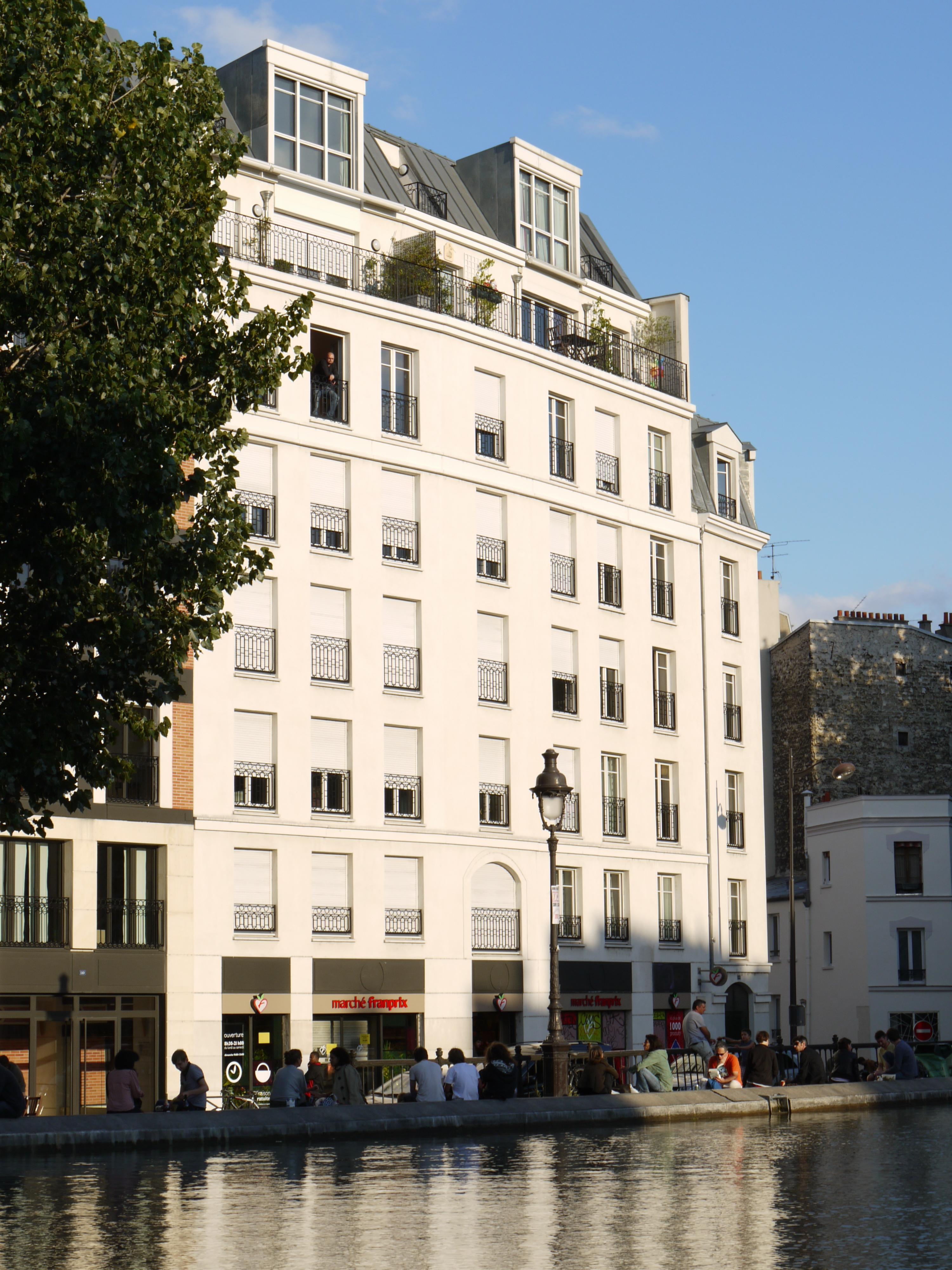
110 quai de Jemmapes.

- アリベール通り（Rue Alibert）
- オートヴィル通り（Rue d'Hauteville）
  - サン＝ヴァンサン・ド・ポール教会前フランツ＝リスト広場界隈から南側2区方向、セーヌ川方面へ直線で走る通り。同広場界隈でラ・ファイエット通りなどが交差する。
- クロード＝ヴェルフォー大通り（Avenue Claude-Vellefaux）
- サン＝ドニ大通り（Boulevard Saint-Denis）
  - 下記サン＝マルタン大通りから続く、2区・3区との境界線上を東西に走る通り。通り西側で下記ボンヌ＝ヌーベル大通りに続いてゆく。
- サン＝マルタン大通り（Boulevard Saint-Martin） 
  - 区内南東端にあるレピュブリック広場(シャトー＝ド広場)から西へ、3区と10区との境界線上を走る。サン＝マルタン凱旋門を抜けた後、上記サン＝ドニ大通りと名を変え同様にサン＝ドニ凱旋門を抜けた後、さらに下記ボンヌ・ヌーヴェル大通り、ポワソニエール、モンマルトル、イタリアン、カピュシーヌ、マドレーヌ大通り等と名を変えて、主に2区と9区との境界線上を走る"レ・グラン・ブールヴァール"を構成し、ガルニエ宮(オペラ座)周辺界隈まで伸びてゆく。レピュブリック広場とバスティーユ広場との間を南北に走るタンプル、フィーユ＝デュ＝カルヴェール、ボーマルシェ大通りも"レ・グラン・ブールヴァール"に括られる。
- シャトー＝ド通り（Rue du Château-d'Eau）
- シャトー＝ランドン通り（Rue du Château-Landon）
- ストラスブール大通り（Boulevard de Strasbourg）
  - ストラスブール方面に向かうパリ東駅の旧名ストラスブール駅に因んだ名称。3区セバストポル大通りから上記サン＝ドニ大通りとの交差点、メトロ ストラスブール＝サン＝ドニ駅界隈の10区内でストラスブール大通りと名を変え、南北に走る通り。同交差点界隈にはスーパーのモノプリ (Monoprix)や、パリ各所にあるチェーンのステーキレストランないしブラッスリーのイポポタミュ (Hippopotamus) ･･等がある。西から順にフォーブール＝ポアソニエール通り、フォーブール＝サン＝ドニ通り、東にフォーブール＝サン＝マルタン通りとに挟まれた形で区内を南北に並走し、パリ東駅南側正面界隈まで伸びる通り。通り界隈は、パサージュ・ブラディ (Passage Brady) が東西に横切るようにインド・パキスタン系から、マグリブ系、サハラ以南のアフリカ系の店舗や歩行者ないし居住者も目立つ。
- ダンケルク通り（Rue de Dunkerque）
- パラディ通り（Rue de Paradis）
  - 東西に走る通り。東をフォーブール＝サン＝ドニ通り、西をフォーブール＝ポワソニエール通りに囲まれた一帯は、パラディ通りから北側、18区との境界線上を走るラ・シャペル大通りまで"サン＝ラザールの囲い地 (Enclos Saint-Lazare)"が中世の時代からあり、らい病を患った人たちの療養収容施設だった（19区の歴史も参照）。1633年、ヴァンサン・ド・ポールの支援でルイーズ・ド・マリヤックがこの地に聖ビンセンシオ・ア・パウロの愛徳姉妹会を設けた。パラディ通りから南側には、聖ジェルヴェの修道院 (Filles-Dieu) があった。
- パルマンティエ大通り（Avenue Parmentier）
- ビシャ通り（Rue Bichat）
  - 11区とは至近の、アリベール通りとマリー・エ・ルイーズ通りとの交差地点界隈は、パリ同時多発テロ事件の発生場所の一つになる。
- フォブール＝サン＝ドニ通り（Rue du Faubourg-Saint-Denis）
  - 1区、2区を走るサン＝ドニ通りから続く南北に走る通り。ルイ14世建造、パリ最古の凱旋門サン＝ドニ門を介して接続。10区内で左斜め上を走るマジャンタ大通りと交差し、パリ北駅東側を抜け、さらにモンマルトルの丘東側の諸通りを介して北部郊外、歴代フランス王墓があるサン＝ドニ大聖堂まで続く。周辺は庶民的ないし猥雑な通り。上記ストラスブール大通りを真ん中に介して、下記フォーブール＝サン＝マルタン通りと共に区内を南北方向に伸びてゆく。
- フォブール＝サン＝マルタン通り（Rue du Faubourg-Saint-Martin） 
  - サン＝ドニ門に次いで古い凱旋門サン＝マルタン門から北部方面へ走る通り。5区サン＝ジャック通り、3区・4区のサン＝マルタン通りからサン＝マルタン凱旋門を抜けると、10区フォーブール・サン＝マルタン通りに入りパリ東駅前に出る。同駅前サン＝ローラン教会南側界隈には、OVNIが運営するエスパス・ジャポンがある[9]。同パリ東駅の東側を抜け、19区に入ると名を変えフランドル大通りになる。ポルト・ラ・ヴィレットを抜けパリ郊外からは国道2号線 (fr) に接続し、パリ＝シャルル・ド・ゴール空港を経由し、ベルギー (フランドル) 国境ベティ二方面に向かう。かつての「ローマ街道」にあたる道。
- フォブール＝デュ＝タンプル通り（Rue du Faubourg-du-Temple）
  - レピュブリック広場から10区と11区との境界線上を東西に走る。メトロのベルヴィル駅があるベルヴィル交差点から先は、19区と20区との境界線上を走るベルヴィル通りに続いてゆく。
- フォブール＝ポワソニエール通り（Rue du Faubourg-Poissonnière）
  - 9区との境界線上を南北に走る通り。同通り東側を並走するフォーブール＝サンドニ通りとに挟まれ、東西を走るパラディ通りから北側一帯は通称"フォーブール＝ポワソニエール (Faubourg Poissonnière)"と呼ばれる。かつての"サン＝ラザールの囲い地"になる。18区からはアフリカ系移民が多いラ・シャペル地区を南北に走るバルベス大通りへ接続する。
- プティト＝エキュリ通り（Rue des Petites-Écuries）
  - 上記フォーブール＝サン＝ドニ通りからフォーブール＝ポワソニエール通りとの間を東西に走る通り。1981年創業のジャズクラブ ニューモーニング (New Morning) があり、ニューモーニング南側界隈には、日本でも展開している1886年創業の老舗ブラッスリー・フロ (Brasserie Flo) がある。また、革製品などファッションブランドで知られるランセルは1876年、同プティト＝エキュリ通りからクール・デ・プティト＝エキュリ (Cour des Petites-Écuries) を繋ぐパサージュ・デ・プティト＝エキュリ20番地でパイプ等喫煙具製造業から始まった。
- ボンヌ＝ヌーヴェル大通り（Boulevard de Bonne-Nouvelle）
  - 通り東側の上記サン＝マルタン、サン＝ドニ大通りから続く、2区との境界線上を東西に走る通り。通りを西側へ進むとポワソニエール、モンマルトル、イタリアン、カピュシーヌ、マドレーヌ大通り等と名を変え、ガルニエ宮(オペラ座)オペラ広場方面へ続いてゆく。
- マリー・エ・ルイーズ通り（Rue Marie-et-Louise）
- マジャンタ大通り（Boulevard de Magenta）
  - レピュブリック広場から10区内を左斜め上に走り、10区北西端で上記フォーブール＝ポワソニエール通りに接触する。レピュブリック広場やサン＝マルタン運河近隣のメトロ ジャック・ボンセルジャン駅界隈には、日本茶葉も扱う店などのほか、メキシコ料理店 El Guacamole、2016年開店の北青山店や新宿店など東京でも数店開業しているブーランジュリー デュ・パン・エ・デ・ジデ (Du Pain et des Idées) などがパリ内外で有名である[10]。
- ラ・ヴィレット大通り（Boulevard de la Villette） 
  - メトロ ベルヴィル駅があるベルヴィル交差点から北側、10区と19区との境界線上を走り、ラ・ヴィレット貯水池との接続地点近くのサン＝マルタン運河界隈へ走る。同接続地点は、メトロ スターリングラード駅やジョレス駅があるバタイユ・ド・スターリングラード(スターリングラードの戦い)広場交差点になる。ジャン＝ジョレス大通りと下記ラ・ファイエット通りとの接続点にもあたり、また、ベルヴィル通り方面へ伸びるシモン＝ボリヴァル大通りに続くスクレタン大通り (Avenue Secrétan) が接続する。マクドナルドやスーパーのモノプリ (Monoprix)、ブラッスリーやカフェ、ブーランジュリー･･等がある。但し、ベルヴィル界隈や10区内のパリ東駅・パリ北駅周辺同様かねてより治安は決して芳しくない。同交差点界隈から西へ折れ10区と18区、さらに9区と18区との区界を東西に走る下記ラ・シャペル大通りと名を変え続いてゆく。
- ラ・シャペル大通り（Boulevard de la Chapelle）
  - 10区と18区との境界線上を東西に走る通り。さらに9区と18区との境界線上、メトロ バルベス＝ロシュシュアール駅交差点界隈から西側ではロシュシュアール、クリシー大通りに名を変え続き、サクレ・クール寺院やテルトル広場があるモンマルトルの丘南側、ピガール広場やブランシュ広場、ムーラン・ルージュ等を過ぎると、クリシー広場まで続いていく。
- ラ・ファイエット通り（Rue La Fayette）
  - パリ郊外境界付近コンセルヴァトワール・ド・パリがあるラ・ヴィレット公園南側から19区内を南西へ直線で伸びるジャン＝ジョレス大通りから、バタイユ＝ド＝スターリングラード広場から10区内のラ・ファイエット通りへ接続し、9区南西端ガルニエ宮(オペラ座)やギャルリー・ラファイエット界隈まで続いていく。

### 広場・交差点

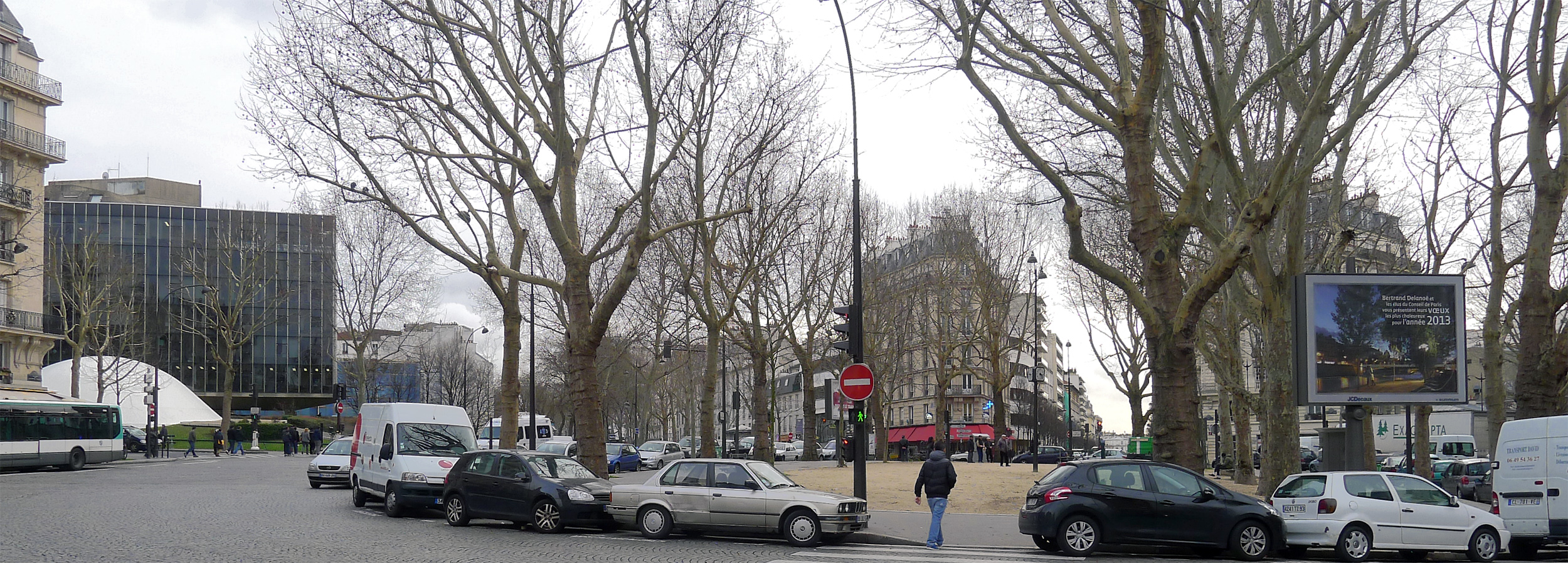
コロネル＝ファビアン広場
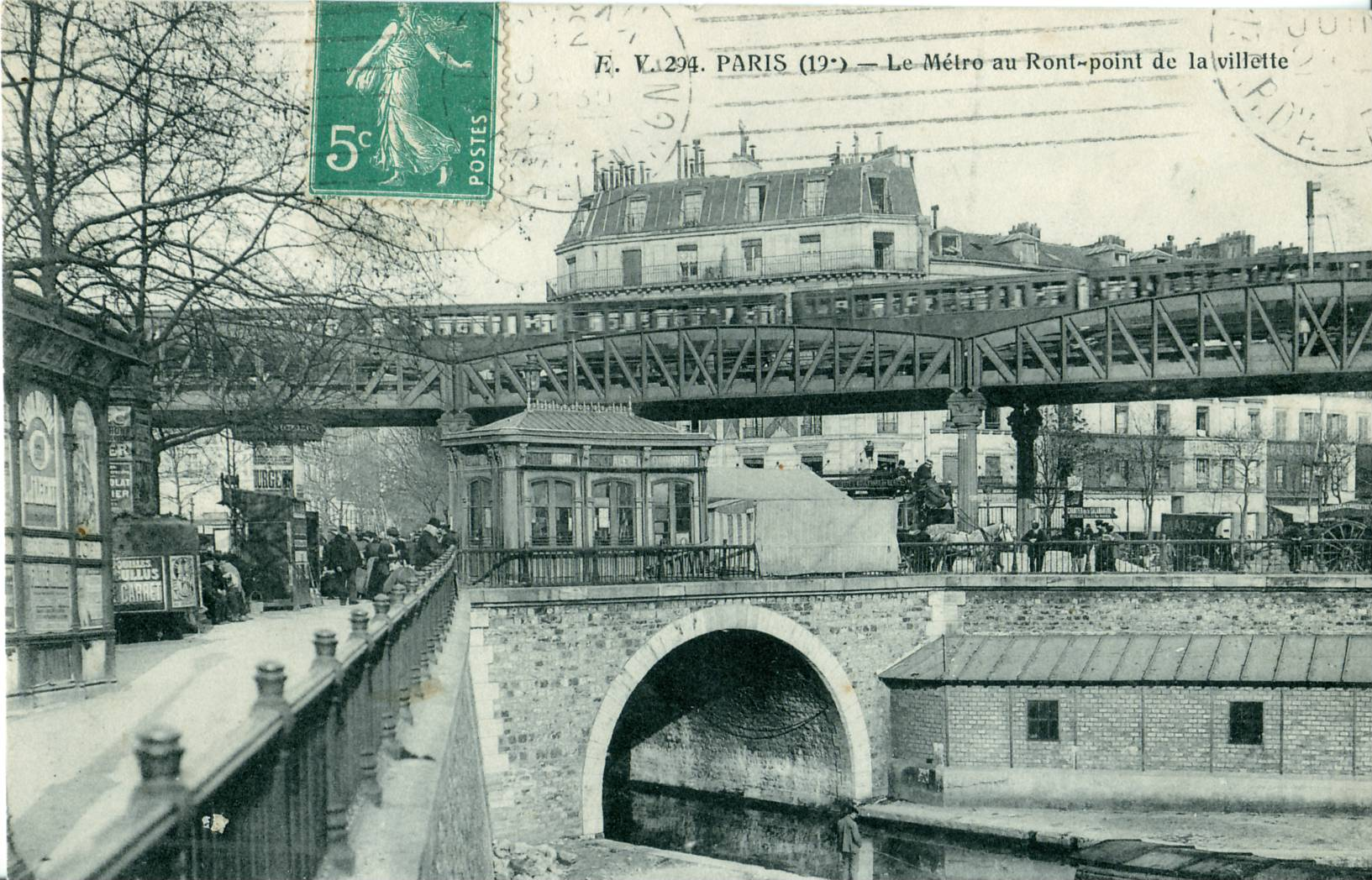
かつてロン＝ポワン・ド・ラ・ヴィレット(ラ・ヴィレットの円形地点, Rond-Point de la Villette)と呼ばれていた時代のバタイユ＝ド＝スターリングラード広場(スターリングラードの戦い広場)
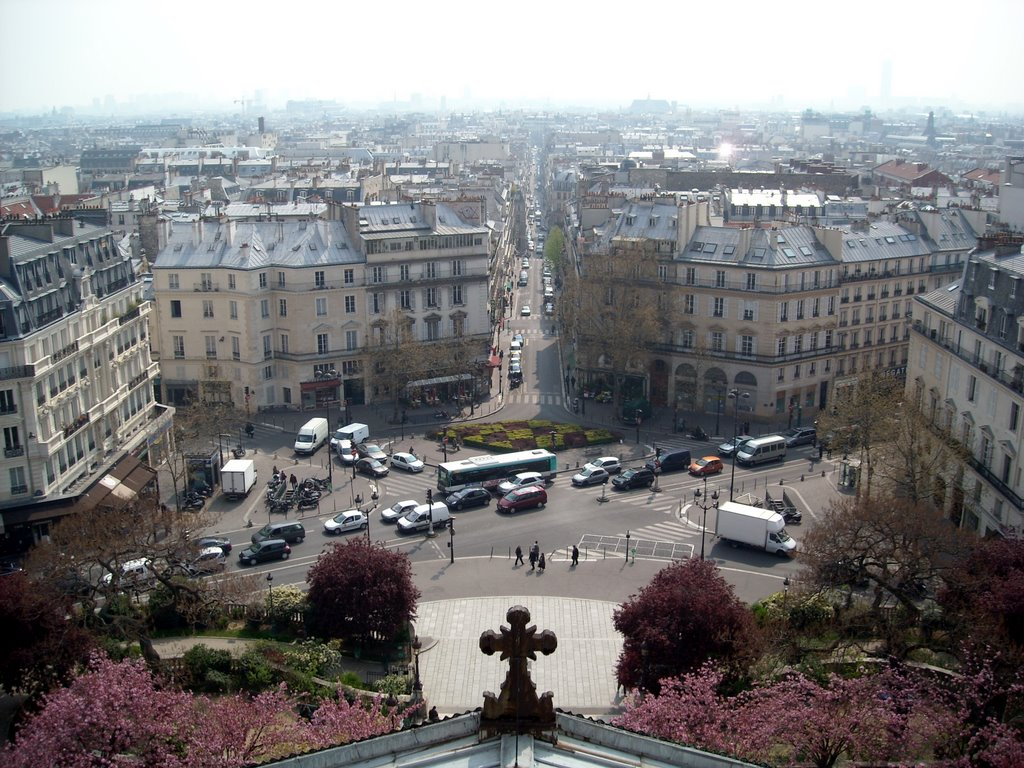
"フォーブール・ポワソニエール"界隈、サン＝ヴァンサン＝ド＝ポール教会から見たフランツ＝リスト広場。南側セーヌ川方面を見る。正面を走るのはオートヴィル通り、右の南西9区方面へ走るのはラ・ファイエット通り
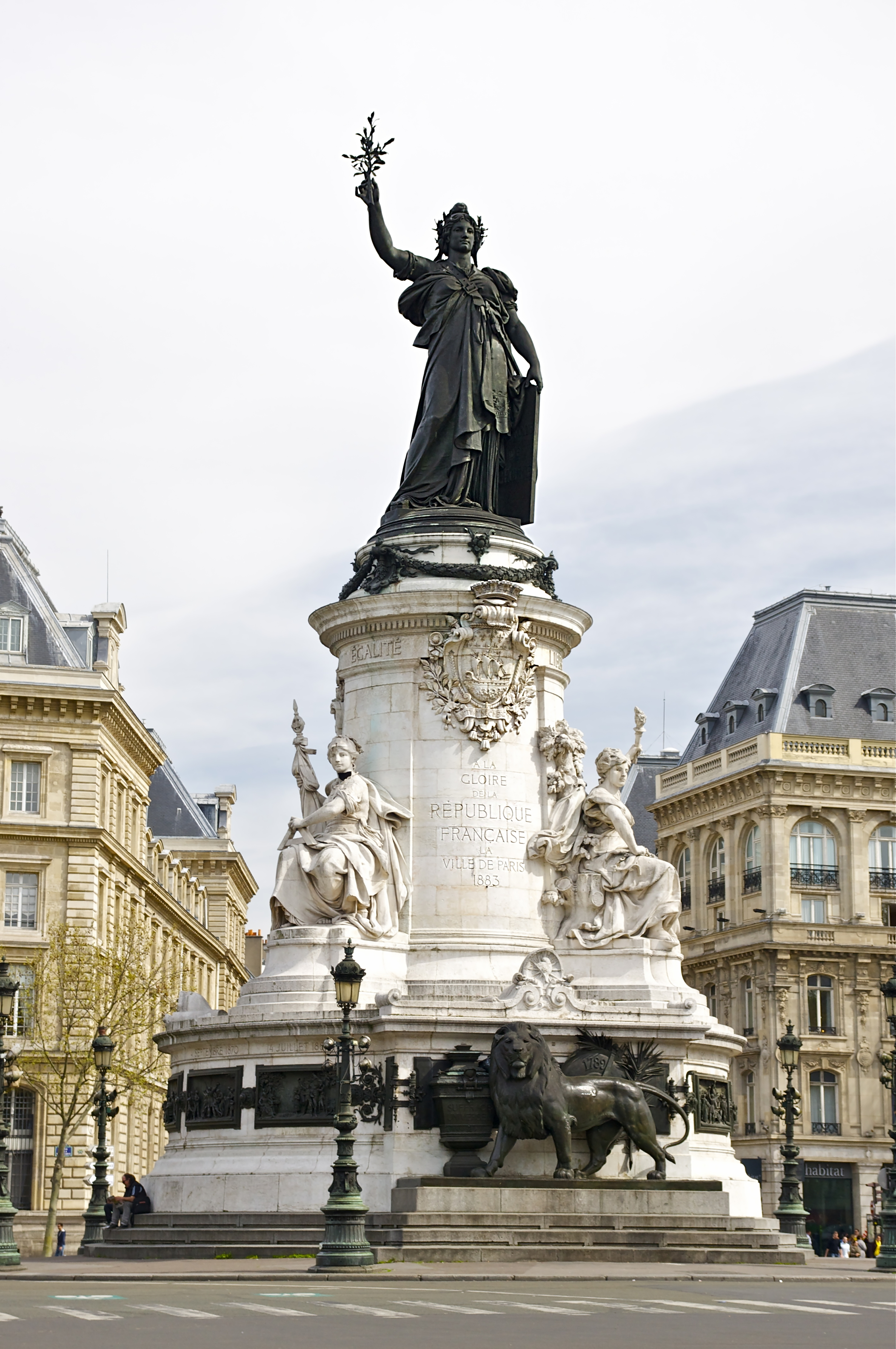
レピュブリック広場

パリの「広場 （プラス、Place）」は、しばしば2以上の道路が交差する場所に位置し、中心の「島」を道路が周回するロータリー状の交差点となっている場合が多い。中心の「島」部分は、オベリスクや緑地等に利用されている場合もあり、エトワール凱旋門があるシャルル・ド・ゴール広場は世界的に有名である。10区の広場や交差点には、次のようなものがある。
- コロネル＝ファビアン広場（Place du Colonel-Fabien）
  - 10区と19区の境界に位置している。下記バタイユ＝ド＝スターリングラード広場の南側に位置している。メトロベルヴィル駅があるベルヴィル交差点から、ラ・ヴィレット大通り等が伸びて、コロネル＝ファビアン広場で交差し、そのまま北側直近のバタイユ＝ド＝スターリングラード広場へ向かう。治安面では決して芳しくない地域にあたる。最寄駅はメトロ コロネル・ファビアン駅 (fr)。界隈には、ホステル、アメリカ料理店やブラッスリー、サン＝ルイ病院･･等がある。
- バタイユ＝ド＝スターリングラード広場（Place de la Bataille-de-Stalingrad）
  - 10区と19区の境界に位置している。ラ・ヴィレット大通り、ジャン＝ジョレス大通り、ラ・ファイエット通り等が交差する。
- ヴァランシエンヌ広場（Place de Valenciennes）
- フランツ＝リスト広場（Place Franz-Liszt）
  - サン＝ヴァンサン＝ド＝ポール教会の南側にある。
- レピュブリック広場（Place de la République）
  - 3区、10区、11区の境界に位置している。フランス共和国の象徴マリアンヌ（自由の女神）像が置かれている。

## 著名な出身者

### 政治
- アレクサンドル・ミルラン（政治家、弁護士、第三共和政期の大統領）

### 学者
- ギュスターヴ・ゼデ（フランス語版）（技術者、世界最初の電気モーター式潜水艦ジムノート開発完成者） - 10区内生まれ。9区で死去

### 文化
- ギュスターヴ・カイユボット（画家）
- ロベール・デスノス（ラジオ放送作家、詩人、シュルレアリスム）
- マリー・ローランサン（画家） - 10区63 Rue de Chabrol生まれ、若年期は10区51 Boulevard de la Chapelle居住。のちモンパルナス界隈等に居住
- ジネット・ヌヴー（ヴァイオリニスト） - マジャンタ大通り（フランス語版）52番地に生まれ、居住
- ミス・ティック（フランス語版）（ストリートアーティストないし落書き活動家） -  父親はチュニジア移民系、母親はノルマンディー出身。10区ないしモンマルトル界隈生まれ。2区モントルグイユ地区、マレ地区、モンマルトル界隈、20区メニルモンタン界隈、13区ビュット＝オ＝カイユ界隈での、"黒髪女性のストリートアートないし落書き"が知られている。

### 芸能
- ジャンヌ・モロー（女優、歌手）
- アニー・ジラルド（女優）

### スポーツ
- ルネ・ラコステ（テニス選手、ラコステ創業者） - ルシアン＝サンペ通り (Rue Lucien-Sampaix) 38番地生まれ

## 著名な居住者

### 財界
- スタニスラス・ボードリー（起業家、乗合馬車会社起業・再発明家） - レピュブリック広場近隣マシャンタ大通り界隈ランクリー通り (Rue de Lancry) 17番地にある、1777年建築の建物に居住。1827年に乗合馬車会社を起業し1830年に倒産し自死。これは現代の「バス」の名称の起源になった。
- エドモン・バンジャマン・ド・ロチルド（男爵・銀行家、パリ・ロチルド家） - ブローニュ＝ビヤンクール生まれ、マジャンタ大通り115番地に居住

### 文化
- ジョルジュ・スーラ（画家） - マジャンタ大通り110番地に居住
- ルイジ・ロワール（画家） - マジャンタ大通り155番地に居住
- ポール・ド・コック（フランス語版）（大衆小説家） - ルネ・ブーランジェ通り（フランス語版）7番地に居住
- ポール・エリュアール（詩人） - ルイ＝ブラン通り（フランス語版）に青少年期に居住
- アンリ・ベック（フランス語版）（劇作家） - 20 rue de chabrol  等に居住

### 芸能
- ルーシー・ゴードン（モデル・女優）

## ゆかりの人物

### 芸能
- リュシエンヌ・ボワイエ（シャンソン歌手） - 10区内で死去

## 10区を舞台にした作品

### 映画
- マルセル・カルネ監督 『北ホテル』 - Hôtel du Nord (1938年)